# Kyōto
Kyōto (anhörenⓘ, japanisch 京都市 Kyōto-shi anhörenⓘ), im Deutschen auch Kioto (oder Kyoto) geschrieben, ist eine der geschichtlich und kulturell bedeutendsten Städte Japans. Sie liegt im Südwesten der japanischen Hauptinsel Honshū im Ballungsgebiet Kansai. Beide Schriftzeichen des heutigen Stadtnamens werden alleine jeweils „Miyako“ gelesen und bedeuten im Japanischen wörtlich „kaiserliche Residenz“. In der heutigen sinojapanischen Lesung entspricht die Silbe „Kyō-“ einer Go-on-Lesung und die Silbe „-to“ einer Kan-on-Lesung.
Kyōto war von 794 bis 1868 Sitz des kaiserlichen Hofes von Japan und ist heute der Verwaltungssitz der Präfektur Kyōto.
14 Tempel und Shintō-Schreine wurden zusammen mit drei anderen in den benachbarten Städten Uji und Ōtsu 1994 zum UNESCO-Welterbe Historisches Kyōto (Kyōto, Uji und Ōtsu) erklärt.

## Geografie
Kyōto liegt etwa 400 km südwestlich von Tokio im mittleren Westen der japanischen Hauptinsel Honshū, etwa zehn Kilometer südwestlich des Biwa-Sees und ca. 40 km von Osaka entfernt. Durch die Lage in einem nur nach Süden offenen Talkessel staut sich die schwüle Luft im Sommer; der Nordteil der Stadt wird im Winter erheblich kälter als die benachbarten Städte Osaka und Kōbe. Anders als letztere ist Kyōto aber durch die bis über 1000 Meter hohen Berge vor Taifunen weitgehend geschützt und auch kaum hochwassergefährdet.
Die Stadt ist nach der klassischen chinesischen Geomantie schachbrettartig angelegt. Das Zentrum und der Süden sind das wirtschaftliche Herz der Stadt. Die touristischen Sehenswürdigkeiten befinden sich teilweise im Zentrum; ein Großteil der berühmten Tempel liegt jedoch im Nordosten und Nordwesten der Stadt oder auf Berghängen in der Umgebung.

### Stadtgliederung
Kyōto ist in elf Stadtbezirke (区, -ku) eingeteilt:

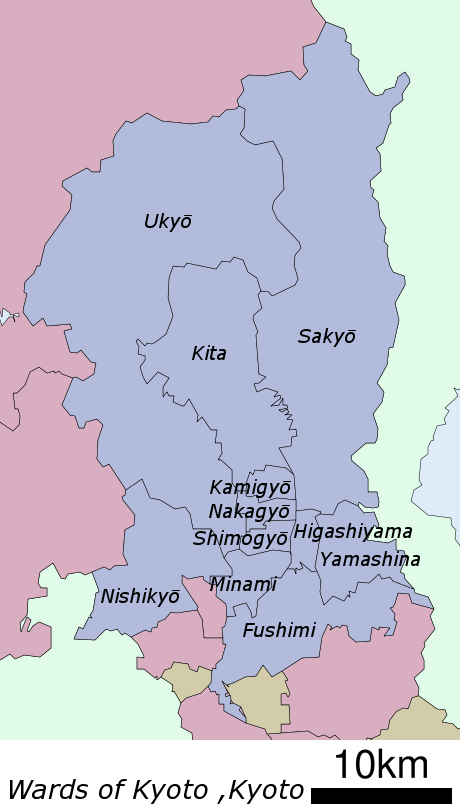
Die Stadtbezirke

| Code mit Prüfziffer | Name           | Name   | Fläche (in km²) | Bevölkerung     | Bevölkerungs- dichte (Ew./km²) |          |
| Code mit Prüfziffer | Rōmaji         | Kanji  | 1. Januar 2023  | 1. Oktober 2021 | 01.10.20153                    |          |
| ------------------- | -------------- | ------ | --------------- | --------------- | ------------------------------ | -------- |
| 26101-7             | Kita-ku        | 北区   | 94,88           | 116.582         | 119.474                        | 1248,86  |
| 26102-5             | Kamigyō-ku     | 上京区 | 7,03            | 83.231          | 85.113                         | 12036,98 |
| 26103-3             | Sakyō-ku       | 左京区 | 246,77          | 165.178         | 168.266                        | 680,52   |
| 26104-1             | Nakagyō-ku     | 中京区 | 7,41            | 109.698         | 109.341                        | 14957,35 |
| 26105-0             | Higashiyama-ku | 東山区 | 7,48            | 35.997          | 39.044                         | 5000,00  |
| 26106-8             | Shimogyō-ku    | 下京区 | 6,78            | 82.418          | 82.668                         | 12200,15 |
| 26107-6             | Minami-ku      | 南区   | 15,81           | 101.772         | 99.927                         | 6400,76  |
| 26108-4             | Ukyō-ku        | 右京区 | 292,07          | 201.376         | 204.262                        | 698,44   |
| 26109-2             | Fushimi-ku     | 伏見区 | 61,66           | 276.128         | 280.655                        | 4512,89  |
| 26110-6             | Yamashina-ku   | 山科区 | 28,70           | 134.346         | 135.471                        | 4681,74  |
| 26111-4             | Nishikyo-ku    | 西京区 | 59,24           | 148.397         | 150.962                        | 2517,99  |
| 26100-9             | Kyōto-shi      | 京都市 | 827,83          | 1.455.123       | 1.475.183                      | 1774,49  |

### Bevölkerungsentwicklung der Stadt
| Jahr | Bevölkerung | Bevölkerung | Bevölkerung | Geschlechter- verhältnis Männer pro 100 Frauen | Bevölkerungs- dichte (Ew. je km²) | Fläche in km² |
| Jahr | insgesamt   | männlich    | weiblich    | Geschlechter- verhältnis Männer pro 100 Frauen | Bevölkerungs- dichte (Ew. je km²) | Fläche in km² |
| ---- | ----------- | ----------- | ----------- | ---------------------------------------------- | --------------------------------- | ------------- |
| 1889 | 279.165     | ——          | ——          | ——                                             | 9377,4                            | 29,77         |
| 1899 | 358.573     | 180.756     | 177.817     | 101,7                                          | 12.044,8                          | 29,77         |
| 1909 | 453.046     | 232.504     | 220.542     | 105,4                                          | 14.483,6                          | 31,28         |
| 1920 | 591.323     | 299.686     | 291.637     | 102,8                                          | 9785,3                            | 60,43         |
| 1925 | 679.963     | 350.759     | 329.204     | 106,6                                          | 11.252,1                          | 60,43         |
| 1930 | 765.142     | 396.756     | 368.386     | 107,7                                          | 12.661,6                          | 60,43         |
| 1935 | 1.080.593   | 555.792     | 524.801     | 105,9                                          | 3743,6                            | 288,65        |
| 1940 | 1.089.726   | 545.107     | 544.619     | 100,1                                          | 3775,3                            | 288,65        |
| 1947 | 999.660     | 483.028     | 516.632     | 93,5                                           | 3463,2                            | 288,65        |
| 1950 | 1.101.854   | 533.426     | 568.428     | 93,8                                           | 2054,0                            | 536,45        |
| 1955 | 1.204.084   | 585.963     | 618.121     | 94,8                                           | 2188,2                            | 550,27        |
| 1960 | 1.284.818   | 628.250     | 656.568     | 95,7                                           | 2104,2                            | 610,61        |
| 1965 | 1.365.007   | 670.157     | 694.850     | 96,5                                           | 2235,5                            | 610,61        |
| 1970 | 1.419.165   | 697.418     | 721.747     | 96,6                                           | 2324,2                            | 610,61        |
| 1975 | 1.461.059   | 718.213     | 742.846     | 96,7                                           | 2392,8                            | 610,61        |
| 1980 | 1.473.065   | 721.402     | 751.663     | 96,0                                           | 2412,5                            | 610,61        |
| 1985 | 1.479.218   | 721.281     | 757.937     | 95,2                                           | 2422,5                            | 610,61        |
| 1990 | 1.461.103   | 708.601     | 752.502     | 94,2                                           | 2394,4                            | 610,21        |
| 1995 | 1.463.822   | 706.859     | 756.963     | 93,4                                           | 2398,9                            | 610,21        |
| 2000 | 1.467.785   | 704.281     | 763.504     | 92,2                                           | 2405,3                            | 610,22        |
| 2005 | 1.474.811   | 703.210     | 771.601     | 91,1                                           | 1781,4                            | 827,90        |
| 2010 | 1.474.015   | 701.088     | 772.927     | 90,7                                           | 1780,4                            | 827,90        |
| 2015 | 1.475.183   | 699.748     | 775.435     | 90,2                                           | 1782,0                            | 827,83        |
| 2018 | 1.468.980   | 695.829     | 773.151     | 90,1                                           | 1774,5                            | 827,83        |
| 2019 | 1.465.448   | 694.130     | 771.318     | 90,0                                           | 1770,2                            | 827,83        |

Quelle: PDF-Datei der Stadt Kyōto zur Bevölkerungsveränderung 人口及び世帯数の推移(京都市)
- Für die Jahre 1889 bis 1909 – Stand am Jahresende (Bevölkerungsregister)
- Für die Jahre 1920 bis 2015 – Stand am Volkszählungstag (1. Oktober)
- 2018 – Stand am 1. Oktober – Bevölkerungsfortschreibung
- 2019 – Stand am 1. März 2019 – Bevölkerungsfortschreibung

### Angrenzende Städte und Gemeinden
Präfektur Kyōto
- Uji
- Nagaokakyō
- Mukō
- Yawata
- Kameoka
- Nantan
- Kumiyama
- Ōyamazaki

Präfektur Shiga
- Ōtsu
- Takashima

Präfektur Osaka
- Takatsuki
- Shimamoto

## Geschichte

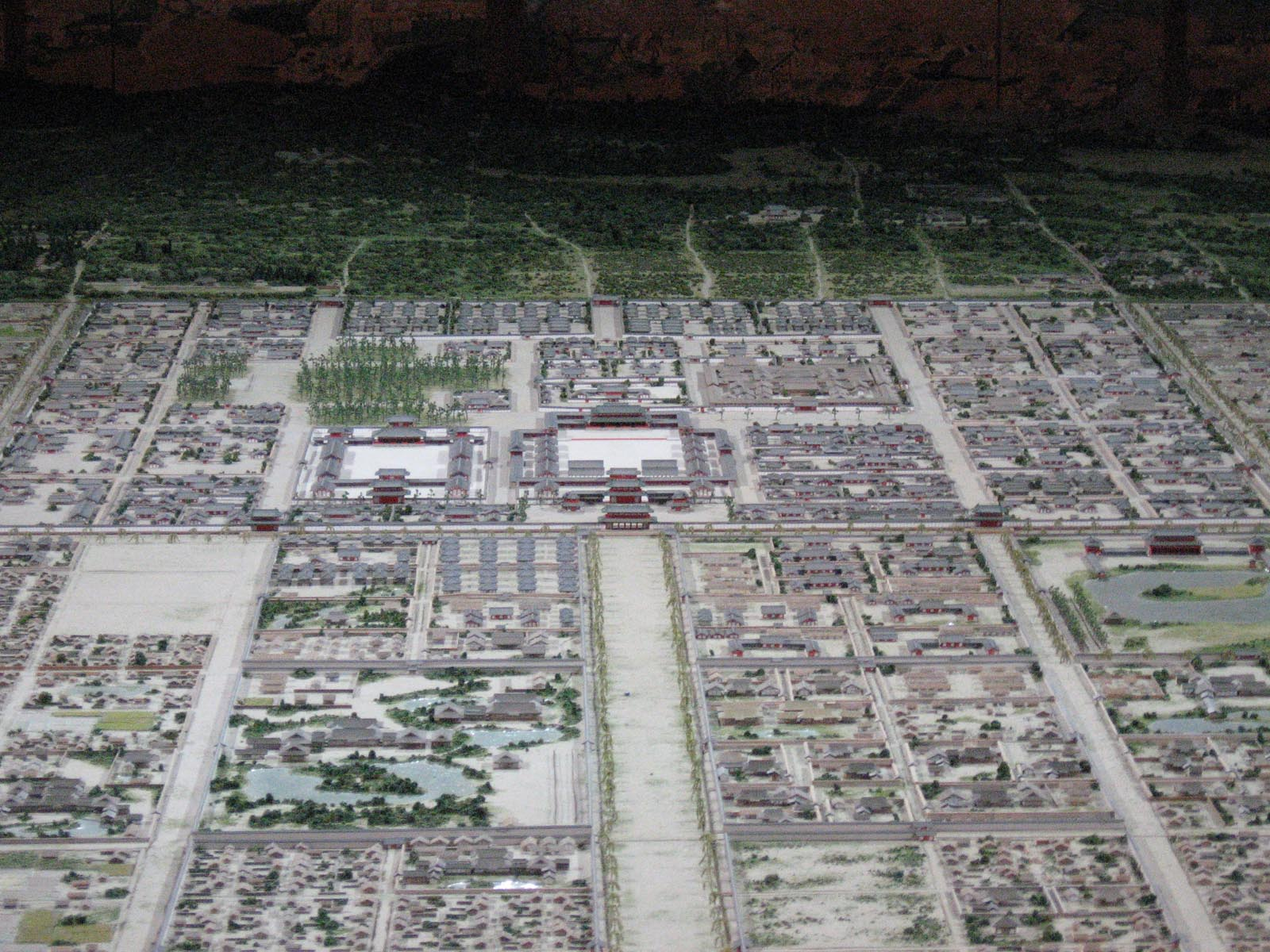
Modell vom Heian-kyō des 8. Jahrhunderts

Unter dem Namen Heian-kyō wurde Kyōto 794 nach Aufgabe von Heijō-kyō (Nara, 784) und einem gescheiterten Versuch im nahegelegenen Nagaoka-kyō (Nagaokakyō) unter Kaiser Kammu (781–806) die zweite ständige Hauptstadt Japans.
Nach dem Dōkyō-Zwischenfall sollte der Einfluss buddhistischer Klöster zurückgedrängt werden, indem sie in der neuen Hauptstadt aus dem inneren Stadtgebiet von etwa 4500 × 5200 Metern verbannt wurden.
Die Heian-Zeit, in der die politische Macht im Wesentlichen von Kyōto ausging (allerdings schon bald nicht mehr vom Kaiser selbst), dauerte bis 1185. Während der Muromachi-Zeit von 1333 bis 1568 residierte dann das zunächst an der Ostküste gebildete Shōgunat wieder in Kyōto, verlor dabei aber ständig an Macht. Mit den Verwüstungen des Ōnin-Kriegs (1467–1477) begann der Verfall der Stadt, die schließlich nur noch aus zwei getrennten Gebieten auf der östlichen Stadthälfte bestand. Erst unter Hideyoshi wurde ab 1580 mit einem Wiederaufbau begonnen. Nun erst entstanden Tempel innerhalb der Stadt, was in den Zeiten zuvor untersagt war. Im Jahr 1568 wurde eine erste christliche Gebetsstätte erbaut, die im Volksmund Namban-ji hieß.
In der Edo-Zeit ab 1603 verlagerte sich das politische Zentrum Japans endgültig von Kyōto weg an die Ostküste. Die höfische Kultur wurde am Sitz des Tennō weiterhin gepflegt.

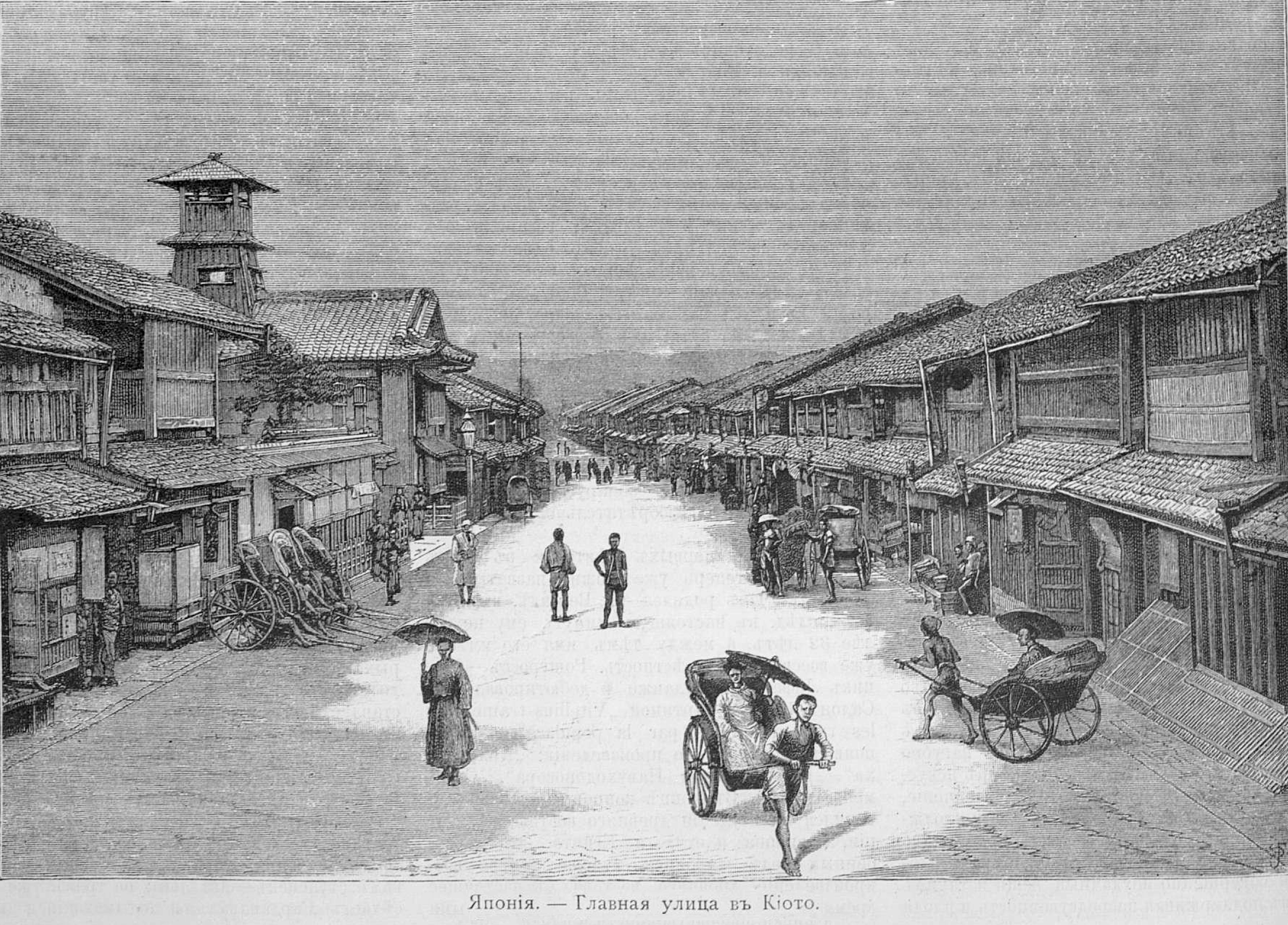
Kyoto, Hauptstraße, 1891

Aus der Shogunatsverwaltung für die Stadt Kyōto und Shogunats- bzw. kaiserliche Güter im Umland entstand in der Meiji-Restauration die (in den Anfangsjahren: Stadt-)Präfektur (-fu) Kyōto, die sich aber bei der Konsolidierung der Präfekturen in den 1870er Jahren auf umfangreiche ländliche Gebiete in mehreren Provinzen ausdehnte. 1878/79 wurden die Präfekturen in Landkreise (-gun) und Stadtkreise/„Bezirke“ (-ku) unterteilt, dabei wurden auf dem Stadtgebiet von Kyōto am 10. April 1879 Kamigyō-ku und Shimogyō-ku eingerichtet. Aus diesen entstand am 1. April 1889 im Zuge der Reorganisation des japanischen Gemeindewesens die moderne kreisfreie Stadt (-shi) Kyōto, und die -ku wurden zu Stadtbezirken. Bis 1898 blieb die Stadt Kyōto nach einer Ausnahme der drei größten Städte des Reiches von der Stadtordnung (shisei tokurei) aber ohne eigenständige Verwaltung und wurde direkt von Gouverneur von Kyōto regiert. Erst danach wurden eigenständige Bürgermeister ernannt. Am 1. April 1929 wurden von beiden die neuen Stadtbezirke Higashiyama-ku, Nakagyō-ku und Sakyō-ku abgetrennt. Zum 1. April 1931 wurden eine Vielzahl umliegender Orte eingemeindet, wodurch Fushimi-ku und Ukyō-ku entstanden.
Im Zweiten Weltkrieg stand Kyoto ursprünglich ganz oben auf der Liste der Ziele für den ersten Einsatz der Atombombe und wurde von schweren konventionellen Luftangriffen verschont. Insbesondere General Leslie R. Groves forderte den Abwurf auf Kyoto, da die Lage in einem Tal die Auswirkung der Explosion noch verstärkt hätte. Auf Drängen des US-Kriegsministers Henry L. Stimson, der die Stadt einst besucht hatte und um deren kulturelle Bedeutung wusste, wurde sie jedoch von der Liste gestrichen.
Am 1. September 1951 wurde Kita-ku von Kamigyō-ku und Minami-ku von Shimogyō-ku abgetrennt. Die letzte Änderung der Stadtgliederung fand am 1. Oktober 1976 statt, als Nishikyō-ku von Ukyō-ku und Yamashina-ku von Higashiyama-ku abgetrennt wurden.

## Politik und Verwaltung
- KPJ: 14
- KDP: 2
- Minshu・shimin forum („Demokrat[en], Bürgerforum“; Parteilose): 2
- Ishin・Kyōto・Kokumin (Ishin/Kyōto-Partei/DVP): 18
- Fraktionslos: 1
- Kōmeitō: 11
- LDP: 19

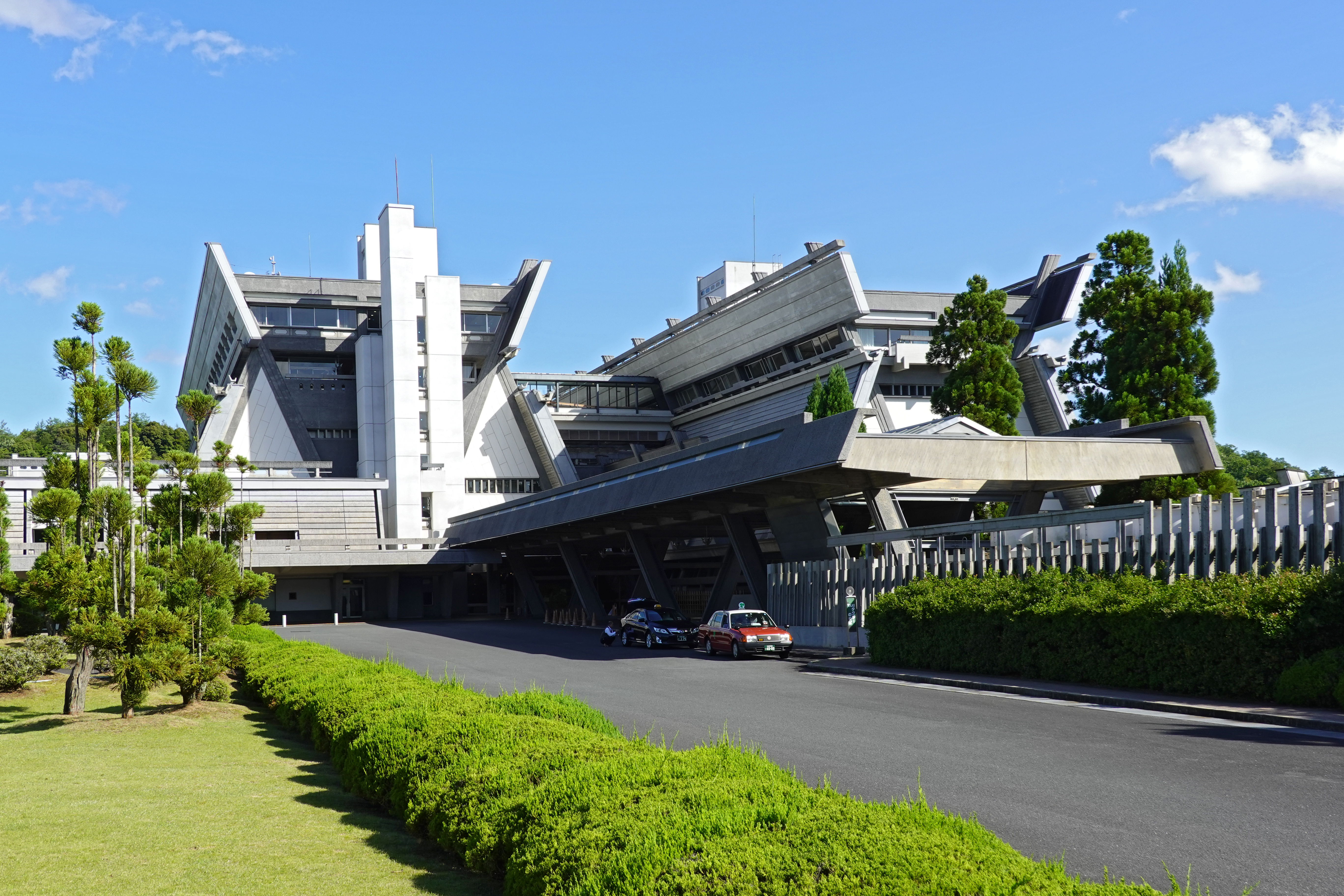
Das Kyoto International Conference Center im nordöstlichen Stadtteil Sakyō-ku, hier die Außenansicht, beherbergte für elf Tage die teilnehmenden Delegierten während der Arbeitssitzungen des Kyōto-Protokolls

Nach vier Amtszeiten zum Nachfolger von Daisaku Kadokawa als Bürgermeister der Stadt Kyōto (Kyōto shichō) wurde im Februar 2024 der ehemalige demokratische Nationalparlamentsabgeordnete Kōji Matsui gewählt. Matsui setzte sich mit breiter nicht kommunistischer Parteienunterstützung (LDP, KDP, Kōmeitō, DVP) und 37,9 % der Stimmen knapp gegen den KPJ-gestützten ehemaligen Vizepräsidenten der Präfekturanwaltskammer Kyōto (34,4 %) und drei weitere Kandidaten durch. Die Wahlbeteiligung stieg auf 41,67 %.
Der zuletzt im April 2023 gewählte Stadtrat von Kyōto (Kyōto shikai) besteht regulär aus 67 Mitgliedern. Die LDP blieb mit 19 Abgeordneten stärkste Partei, die Kommunistische Partei Japans (KPJ) fiel in ihrer traditionellen Hochburg auf 14 Sitze zurück, die Kōmeitō gewann elf Sitze. Die in der Nachbarpräfektur Osaka beheimatete Ishin no Kai gewann sechs auf nun zehn Sitze hinzu. Ihre anschließend formierte Gemeinschaftsfraktion mit Kyōto-Partei (京都党 Kyōto-tō) und DVP löst die KPJ als zweitstärkste Kraft ab.
Im 60-köpfigen Präfekturparlament von Kyōto (Kyōto fugikai) stellt die Stadt Kyōto mit 34 Abgeordneten die Mehrheit. Allgemeine Präfekturparlamentswahlen finden ebenfalls im einheitlichen Wahlzyklus statt.
Bei Wahlen zum Abgeordnetenhaus, dem Unterhaus des Nationalparlaments, erstreckt sich die Stadt Kyōto in vier der sechs Wahlkreise der Präfektur Kyōto. Die Wahlkreise 1 und 2, die ganz in der Stadt liegen, gewannen bei der Abgeordnetenhauswahl 2024 unverändert Yasushi Katsume (LDP) und Seiji Maehara (Ishin no Kai), die Wahlkreise 3 und 4, die sich auch auf andere Gemeinden erstrecken, Kenta Izumi (KDP) und Keirō Kitagami (parteilos zur Fraktion Yūshi no kai).

### Bürgermeisterwahl 2008
Die Wahl selbst fand am 17. Februar statt. Daisaku Kadokawa setzte sich knapp gegen den Kandidaten Kazuo Nakamura, welcher von der KPJ unterstützt wurde, durch. Der Vorsprung betrug allerdings nur 951 Wahlstimmen.
Der Wahl kam eine besondere Bedeutung zu, da ein Nachfolger für Yorikane Masumoto gesucht wurde, der seinen Rücktritt nach drei Amtsperioden (entspricht zwölf Jahren) bekannt gegeben hatte.

### Kyōto-Protokoll
Vom 1. bis 10. Dezember 1997 fand in Kyōto eine internationale Klimakonferenz statt, auf der sich die Industrieländer im Rahmen des Kyoto-Protokolls verpflichteten, ihre Treibhausgas-Emissionen zu senken.

## Städtepartnerschaften
Schwesterstädte:
- Paris, Frankreich (seit 1958)
- Boston, Vereinigte Staaten (seit 1959)
- Köln, Deutschland (seit 1963)
- Florenz, Italien (seit 1965)
- Kiew, Ukraine (seit 1971)
- Xi’an, Volksrepublik China (seit 1974)
- Guadalajara, Mexiko (seit 1980)
- Zagreb, Kroatien (seit 1981)
- Prag, Tschechien (seit 1996)

Partnerstädte:
- Jinju, Südkorea
- Konya, Türkei
- Qingdao, Volksrepublik China
- Huế, Vietnam
- Istanbul, Türkei
- Vientiane, Laos

## Wirtschaft und Wissenschaft
| Jahr | Int.-$ |
| ---- | ------ |
| 1975 | 5.324  |
| 1980 | 9.523  |
| 1985 | 13.870 |
| 1990 | 19.438 |
| 1995 | 22.738 |
| 2000 | 26.978 |
| 2005 | 32.189 |
| 2010 | 36.306 |
| 2014 | 40.794 |

Eine wichtige Einnahmequelle ist der Tourismus. Die Sehenswürdigkeiten der Stadt ziehen Japaner aller Altersgruppen an, auch viele ausländische Touristen besuchen die Stadt. Die Stadt hat eine gut ausgebaute touristische Infrastruktur.
Ein weiterer Wirtschaftszweig sind kleine Betriebe und Familienunternehmen, die sich dem traditionellen japanischen Handwerk verschrieben haben. Berühmt ist Kyōto vor allem für seine Seidenmanufakturen (Nishijin, nach dem gleichnamigen Stadtteil) und seine Kimono-Produktion. Ende des 17. Jahrhunderts wurde von Yūzen Miyazaki in Kyōto eine besondere Färbetechnik (Kyō-yūzen) entwickelt, die heute außer in Kyōto fast nur noch in Kanazawa praktiziert wird. In den letzten Jahrzehnten stagniert dieser Sektor allerdings.
Der südliche Stadtteil Fushimi-ku ist neben Niigata und Nada (Kōbe) einer der namhaftesten Entstehungsorte von Sake.

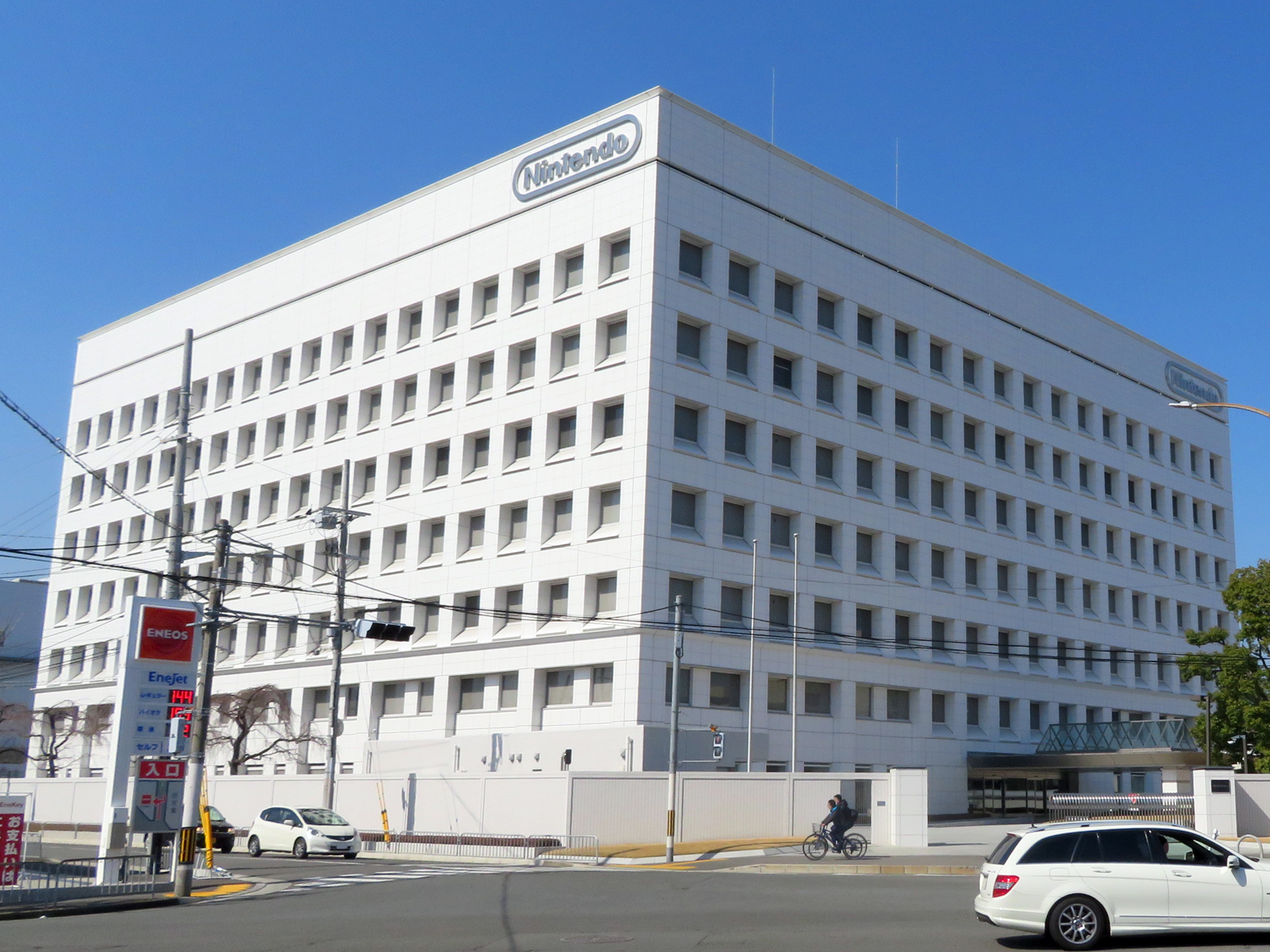
Hauptsitz von Nintendo in Kyōto

Drittes Standbein der Stadt ist die Elektronik. In Kyōto befinden sich die Zentralen von Nintendo, OMRON, Kyocera, muRata Electronic und Wacoal. Die Hightech-Industrie kann den Rückgang des traditionellen Handwerks jedoch nur teilweise ausgleichen, so dass eine große Zahl Erwerbstätiger täglich nach Osaka pendelt.
Das Getränke-Unternehmen Suntory mit Sitz in Osaka betreibt in Kyoto eine Bierbrauerei.

## Bildung

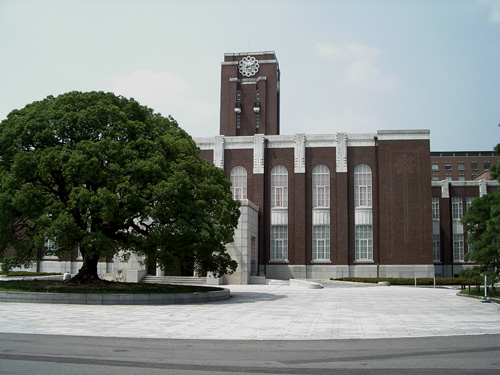
Universität Kyōto

### Universität
Kyōto ist eine Universitätsstadt mit Studenten aus allen Landesteilen. Unter den rund 40 Universitäten und Hochschulen finden sich so namhafte wie:
- die staatliche Universität Kyōto (京都大学),
- die staatliche Präfekturuniversität Kyōto (京都府立大学)
- die private Dōshisha-Universität (同志社大学),
- die private Ritsumeikan-Universität (立命館大学),
- die Städtische Kunsthochschule Kyōto (京都市立芸術大学),
- die staatliche Pädagogische Hochschule Kyōto (京都教育大学),
- die private Ōtani-Universität (大谷大学)
- die private Ryūkoku-Universität (龍谷大学),
- die private Fremdsprachenhochschule Kyōto (京都外国語大学).

Auch zahlreiche ausländische Kulturinstitute unterhalten Einrichtungen in Kyōto.

## Verkehr

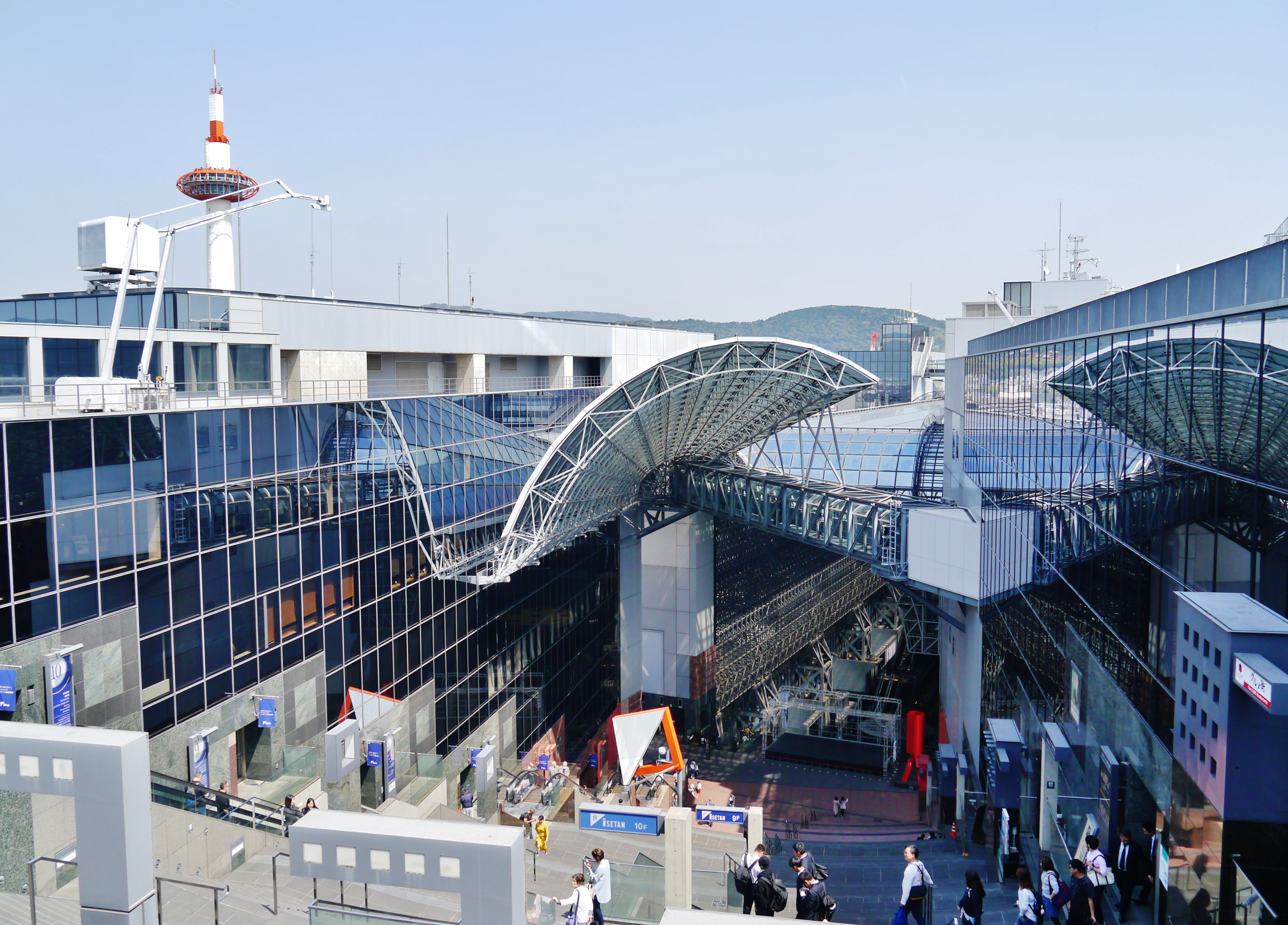
Hauptbahnhof von Kyōto, Blick von der obersten Besucherterrasse

Der Hauptbahnhof von Kyōto liegt südlich und damit etwas abseits der Innenstadt. Seit der Eröffnung der ersten Shinkansen-Strecke 1964 wird Kyōto von den Hochgeschwindigkeitszügen angefahren. JR betreibt außerdem anderen Fernverkehr sowie zahlreiche Nahverkehrsstrecken. Der Hauptbahnhof von Kyōto wurde 1997 vollständig neu gebaut und ist architektonisch ebenso attraktiv wie umstritten, da er im Kontrast zum traditionellen Stadtbild Kyōtos steht.
Mehrere Privatbahnen fahren in Kyōto, darunter Hankyū und Keihan nach Osaka. Die städtische Straßenbahn Kyōto – das erste elektrische Verkehrssystem Japans – existiert seit 1978 nicht mehr, nur noch die Keifuku-Straßenbahn verkehrt im Nordwesten der Stadt, und seit 1981 gibt es die U-Bahn Kyōto, die inzwischen zwei Linien umfasst. Eine davon ist zudem über die Keihan-Straßenbahnstrecke nach Ōtsu durchgebunden.
Das Straßennetz von Kyōto ist nach dem Muster alter chinesischer Städte schachbrettartig angelegt. Die großen Straßen sind durchnummeriert, was eine Navigation einfach macht.
Kyōto besitzt ein gut ausgebautes Bussystem, das allerdings unter chronisch verstopften Straßen leidet. Für Touristen ist das Bus-Tagesticket eine preiswerte Möglichkeit, zu den Sehenswürdigkeiten zu gelangen. Die Kartenverkaufsstelle am Hauptbahnhof stellt auch englischsprachige Buspläne zur Verfügung.

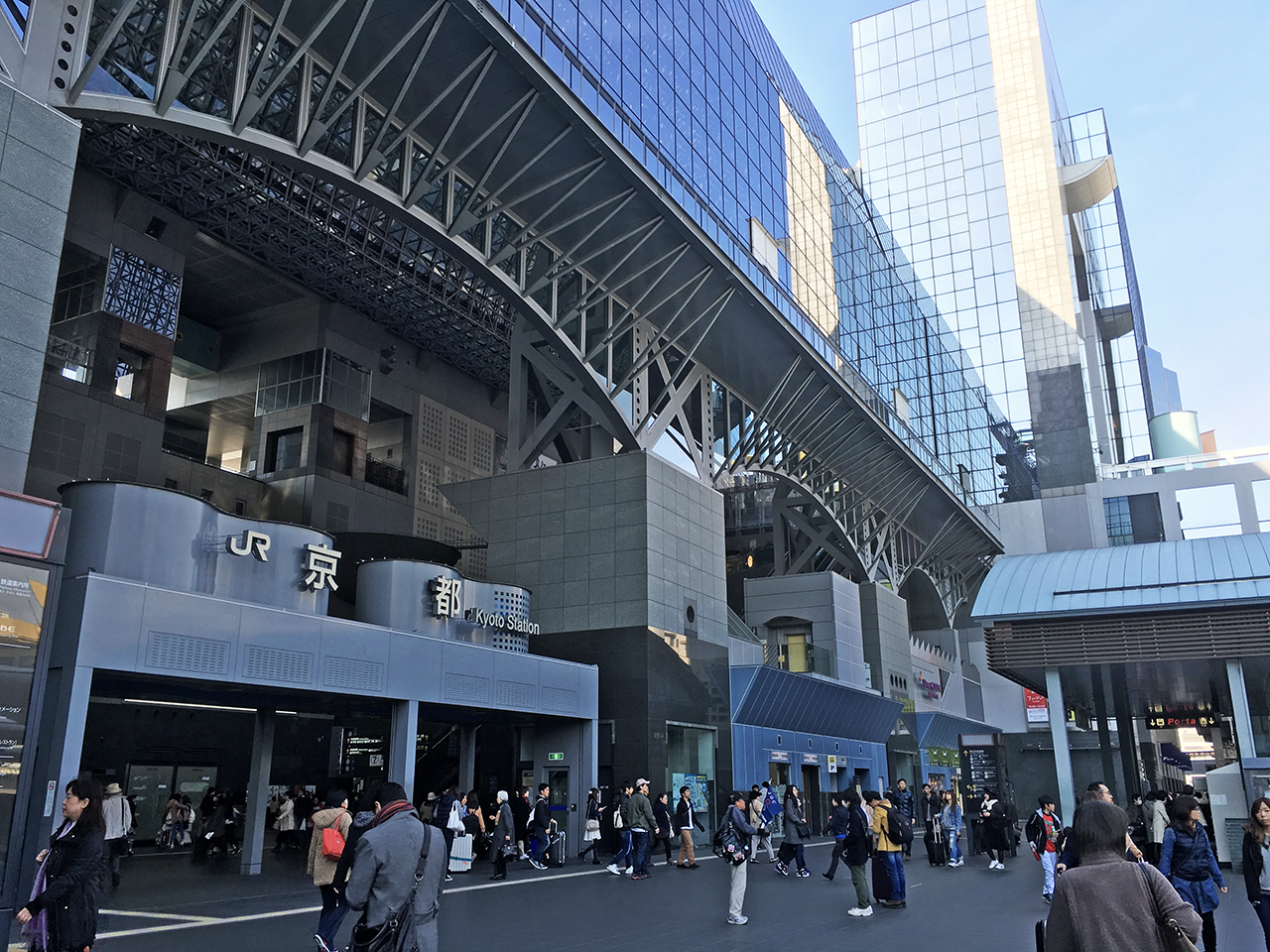
Bahnhof Kyōto
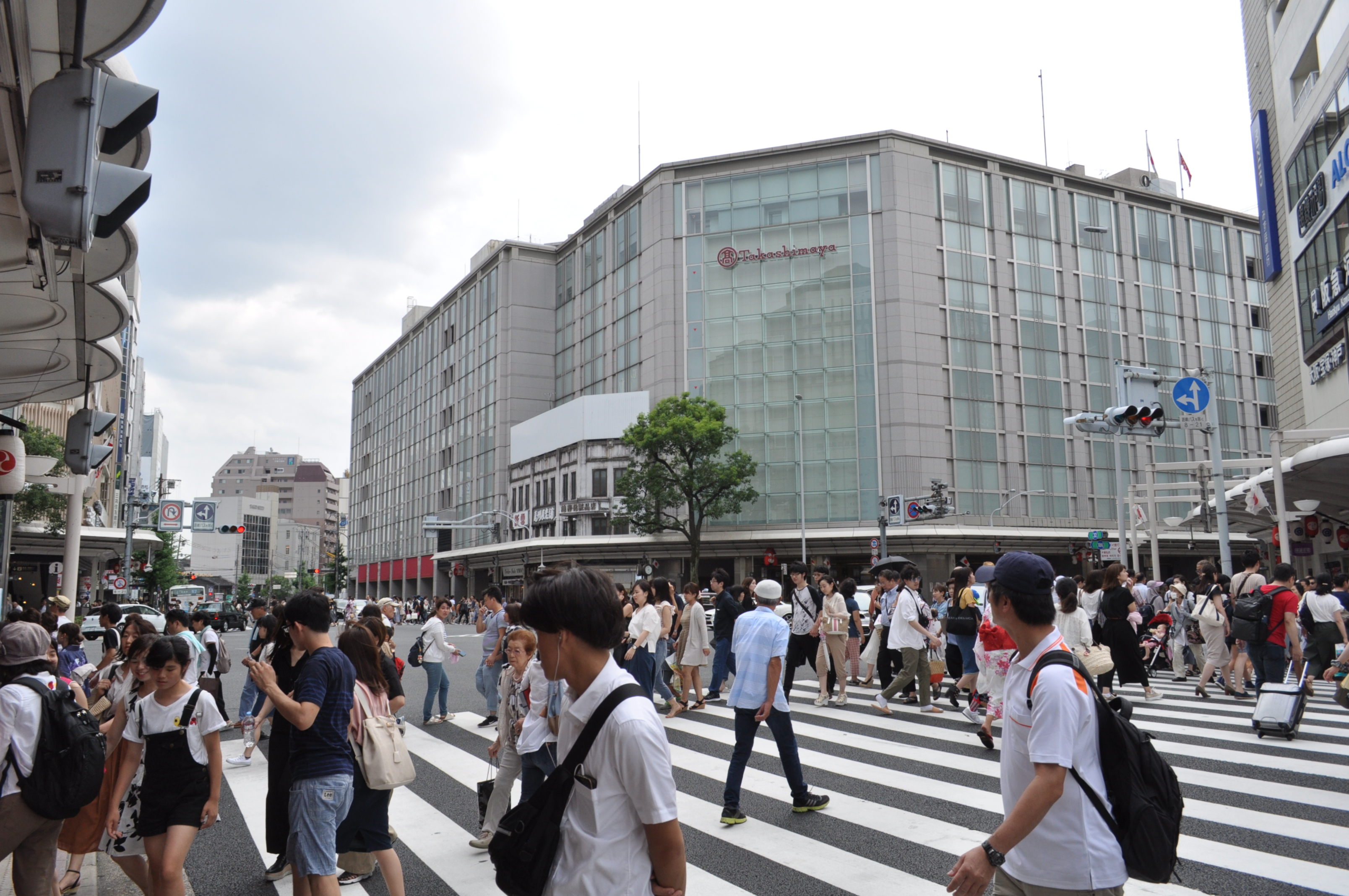
Kawaramachi
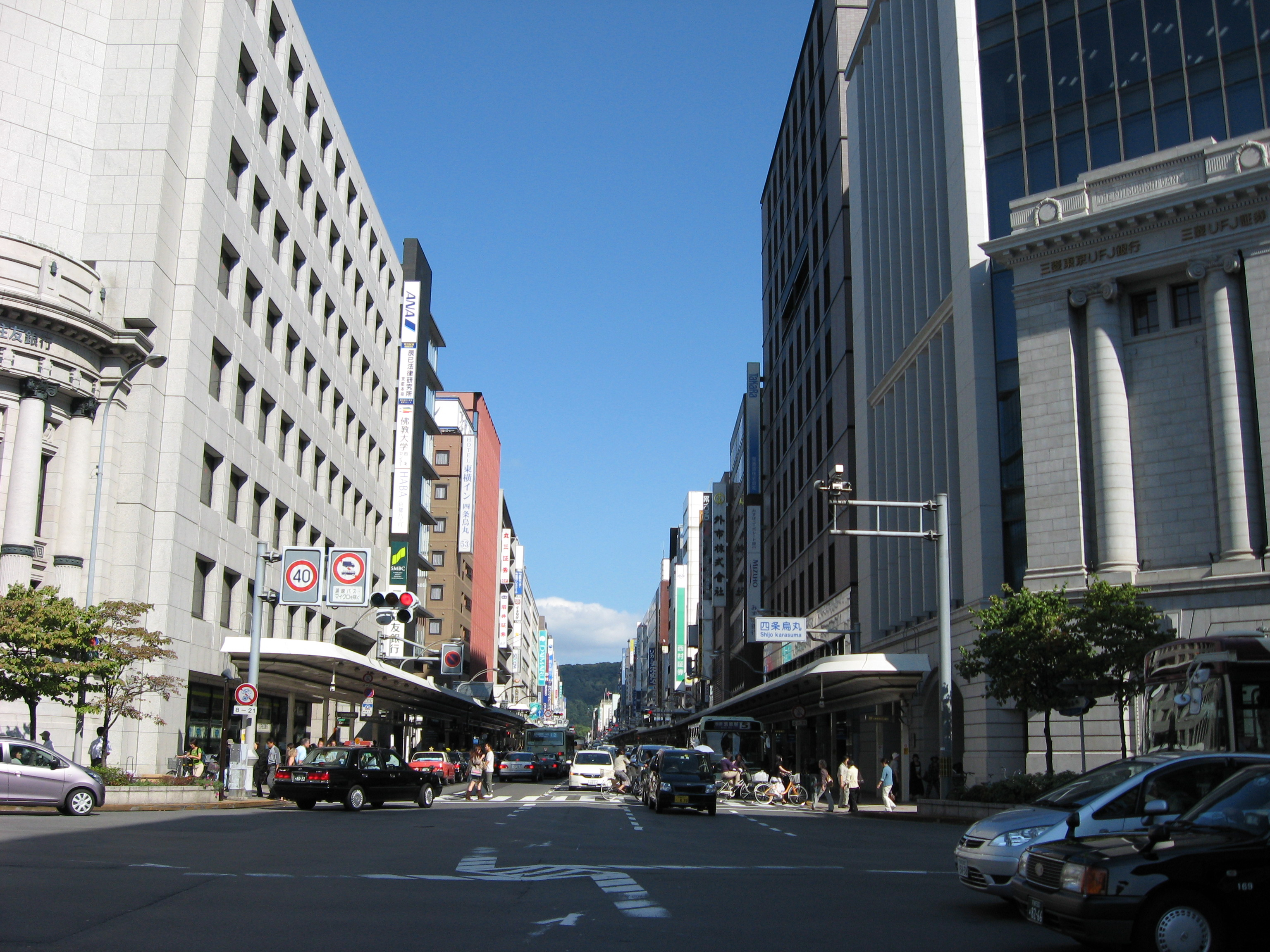
Karasuma
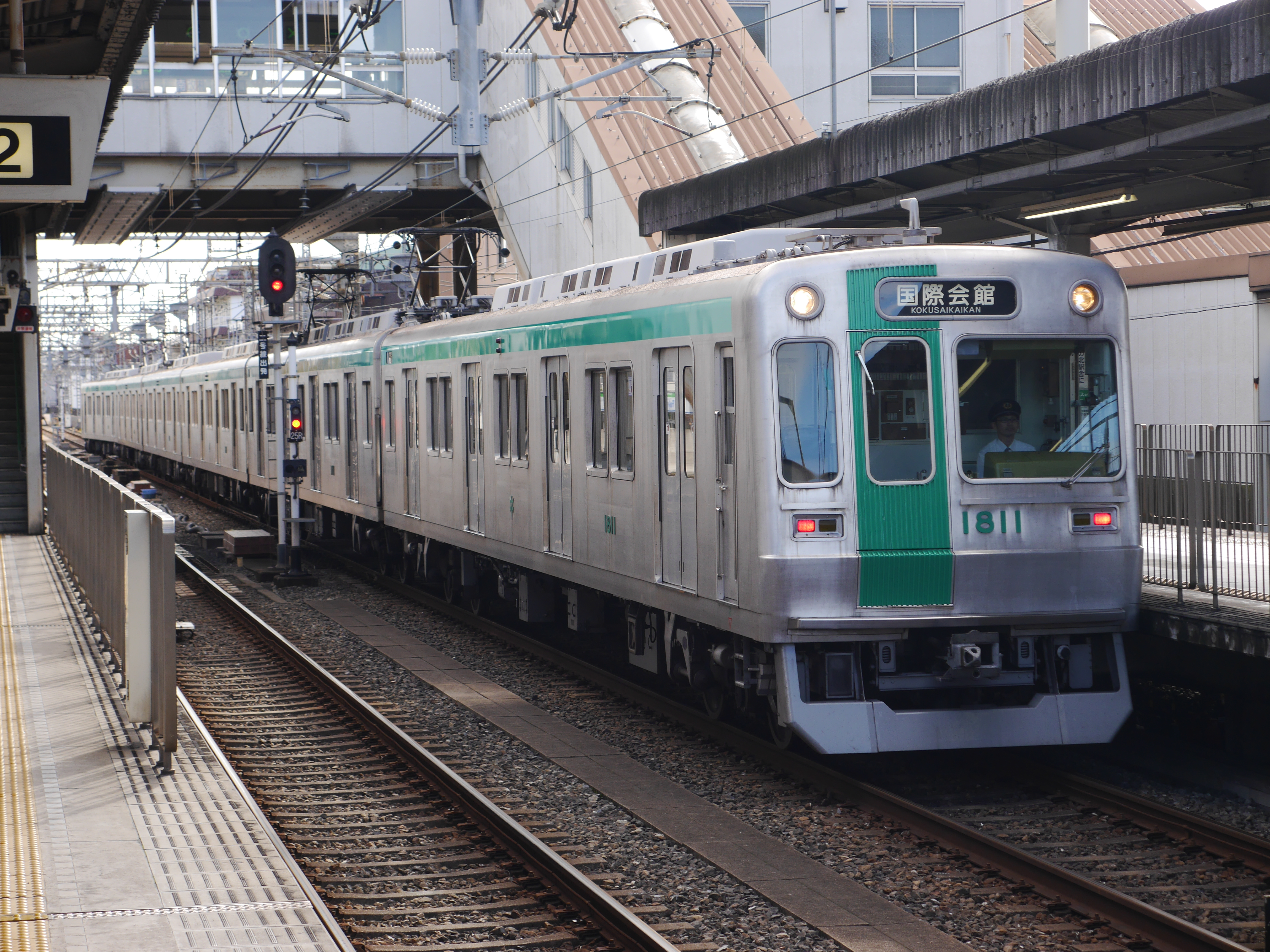
U-Bahn Kyōto
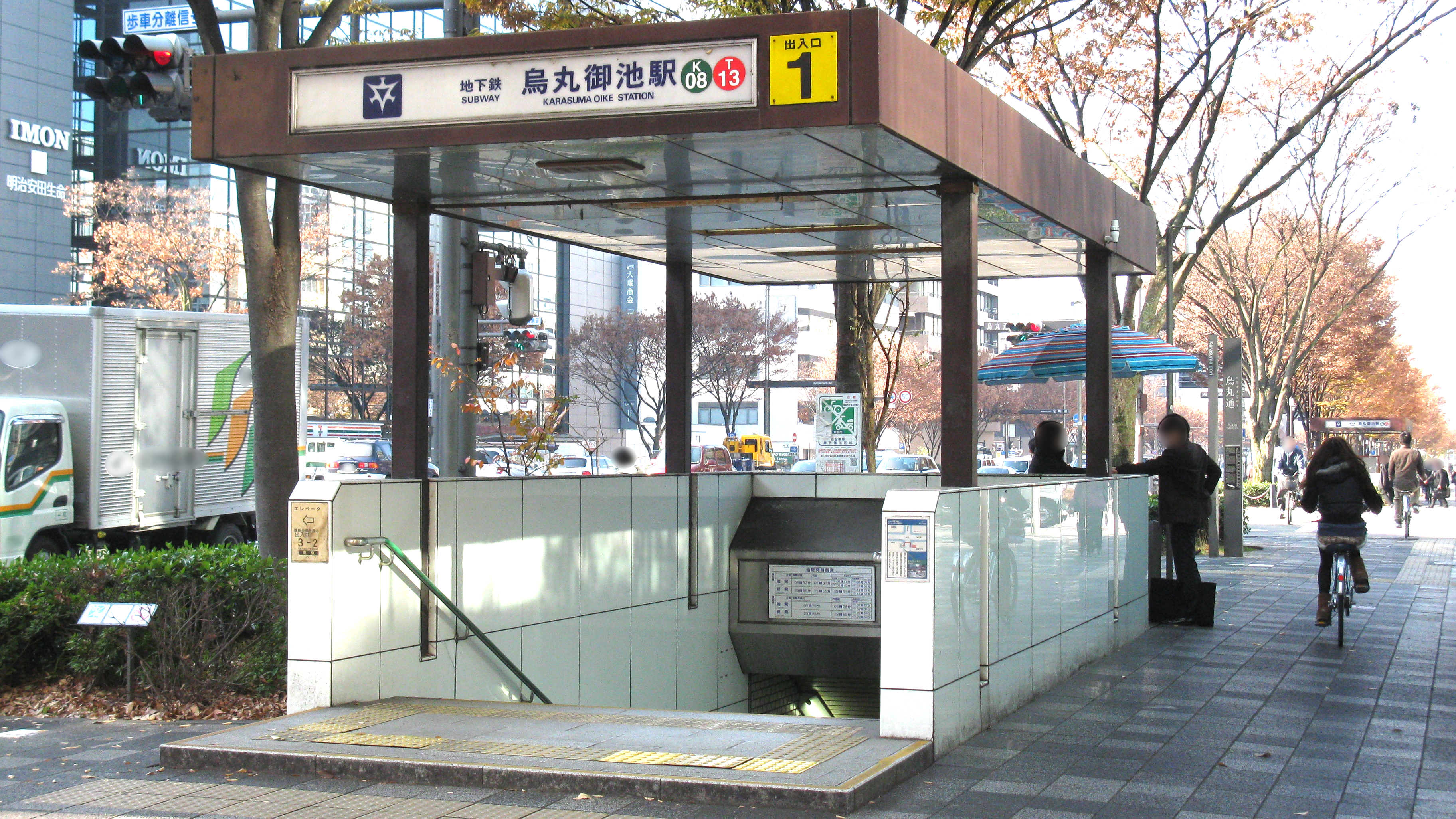
Bahnhof Karasumaoike
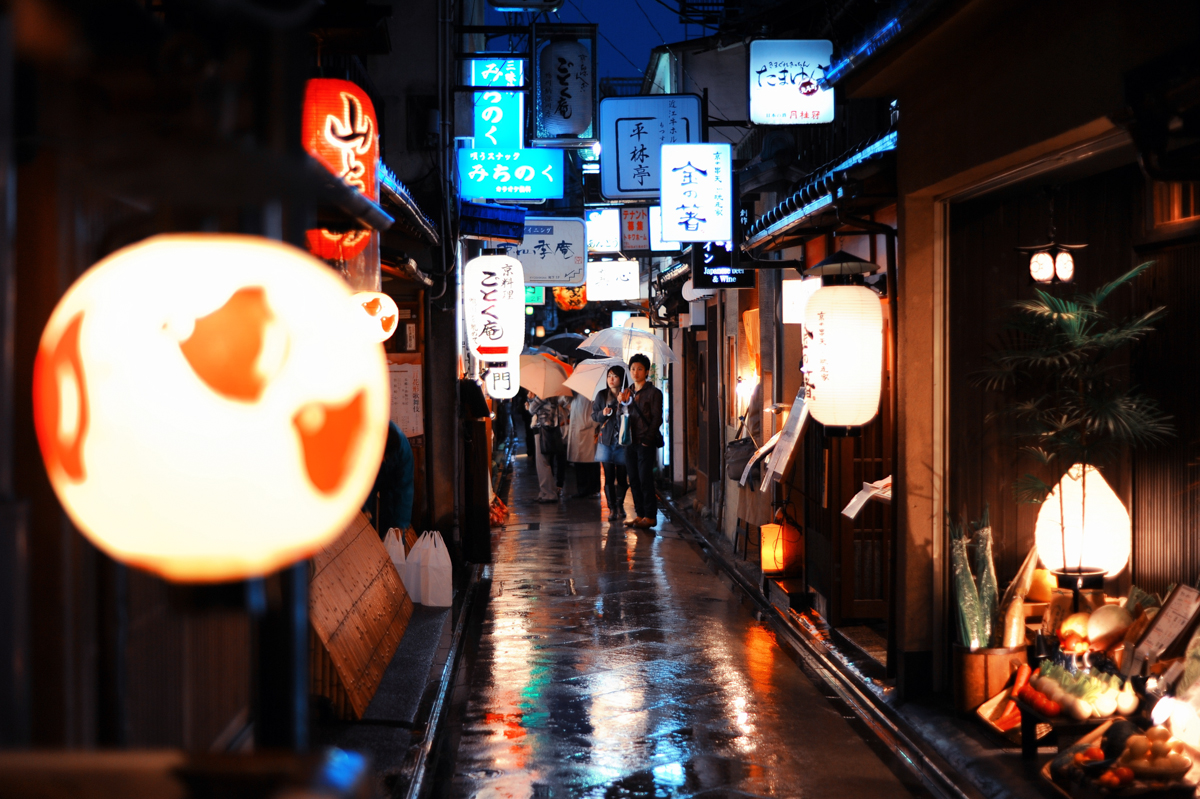
Ponto-chō
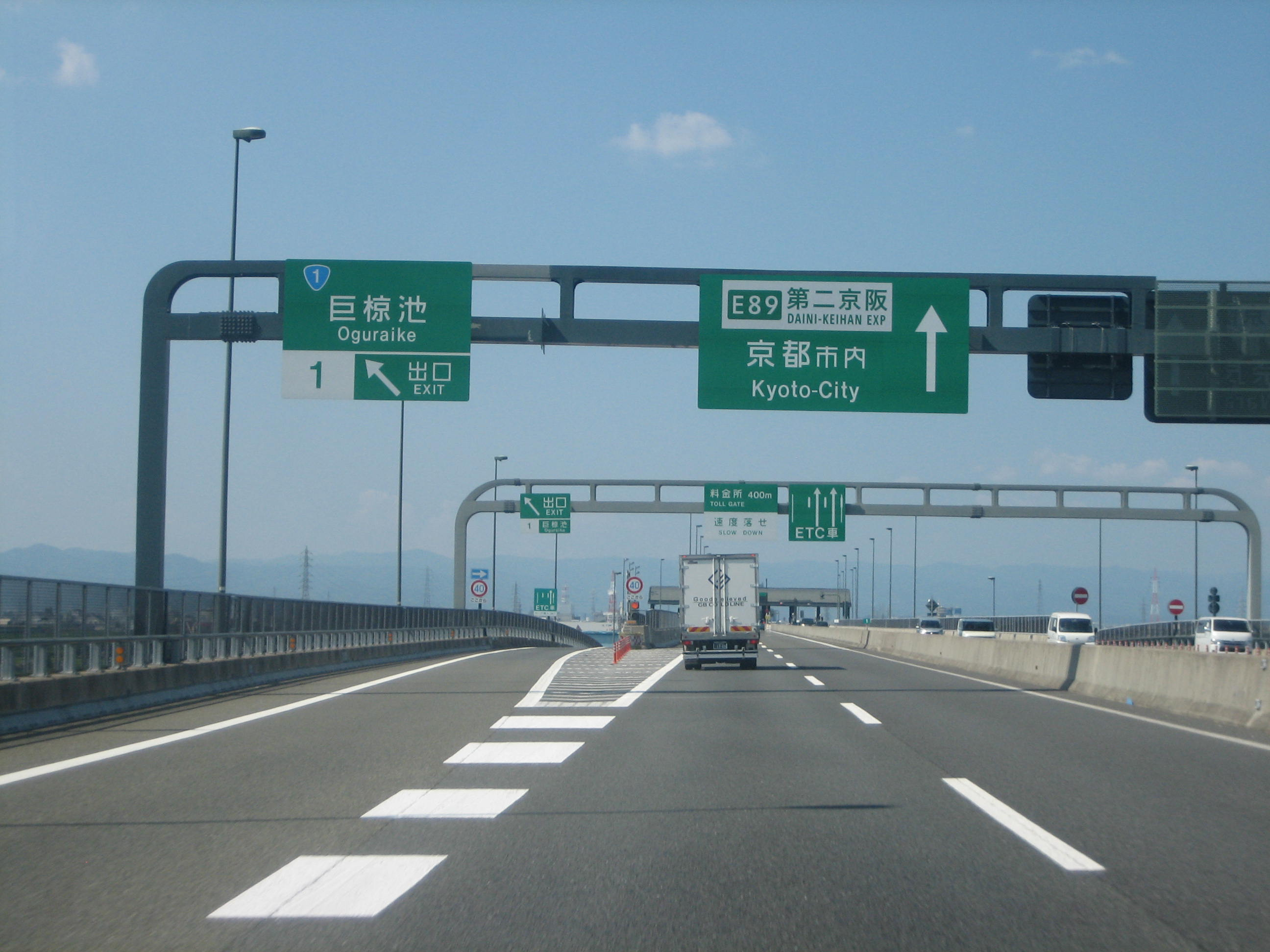
Kyoto-Autobahn

## Sehenswürdigkeiten

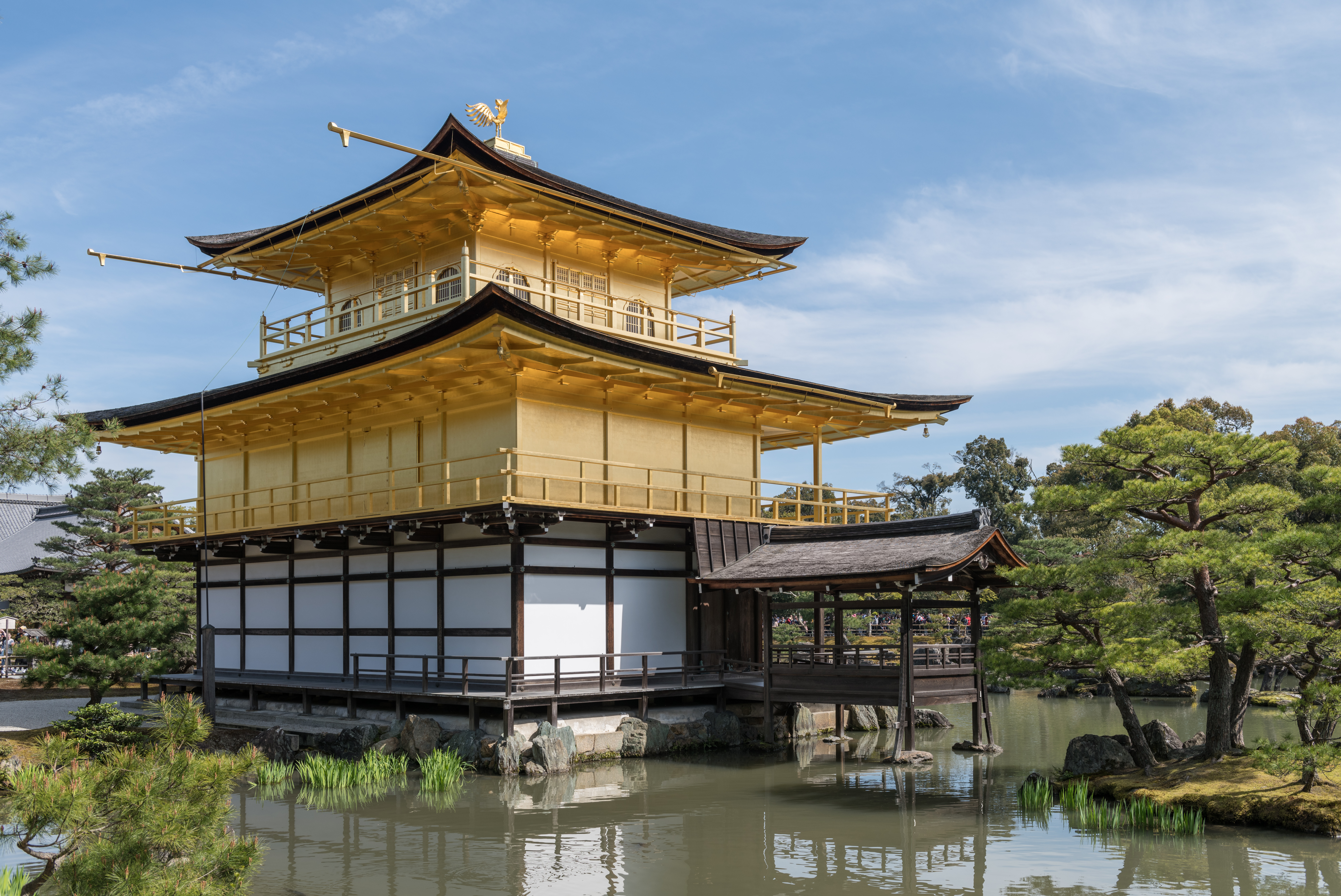
Der Kinkaku-ji (Goldener Pavillon) im Nordwesten der Stadt

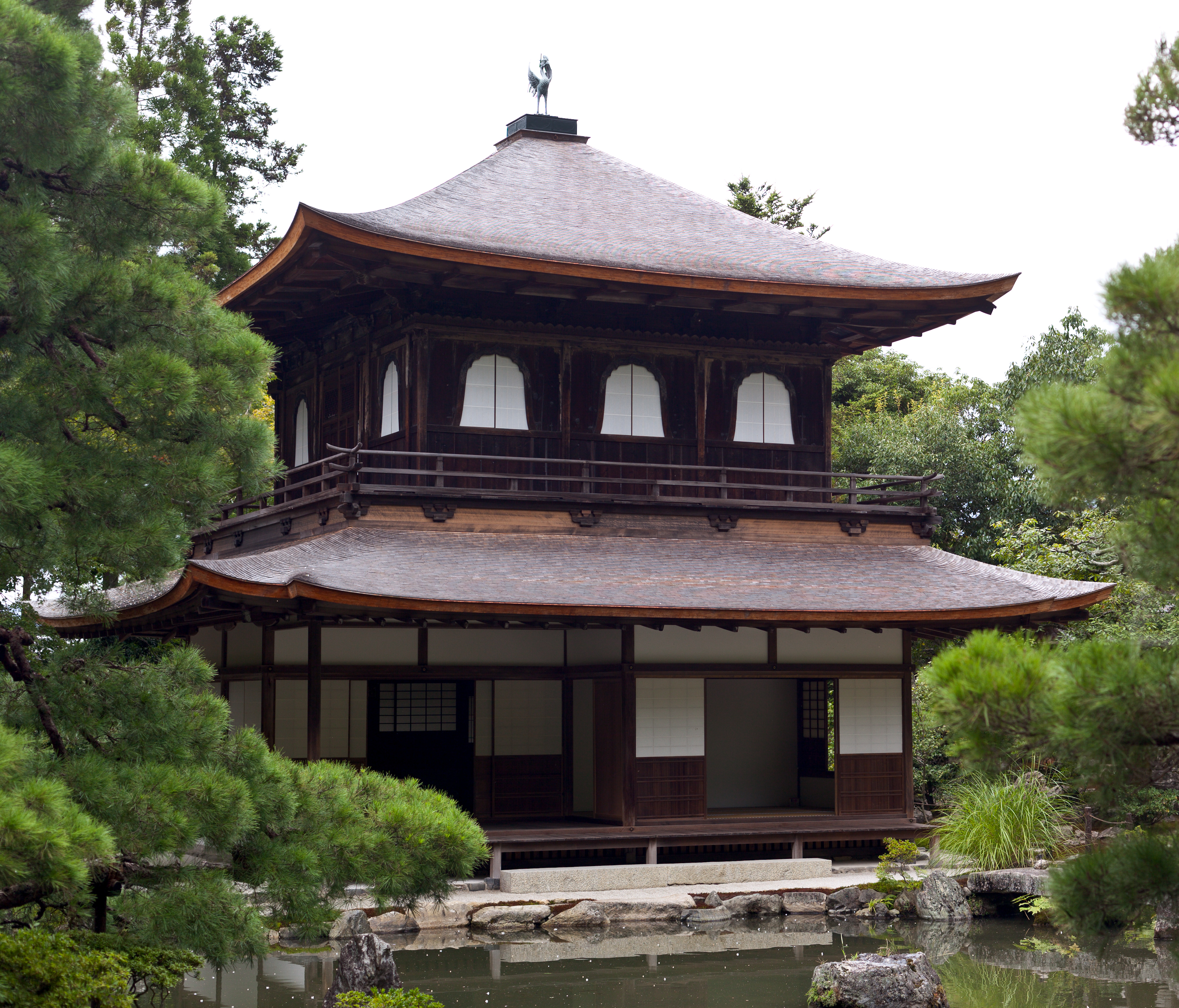
Der Ginkaku-ji (Silberner Pavillon)

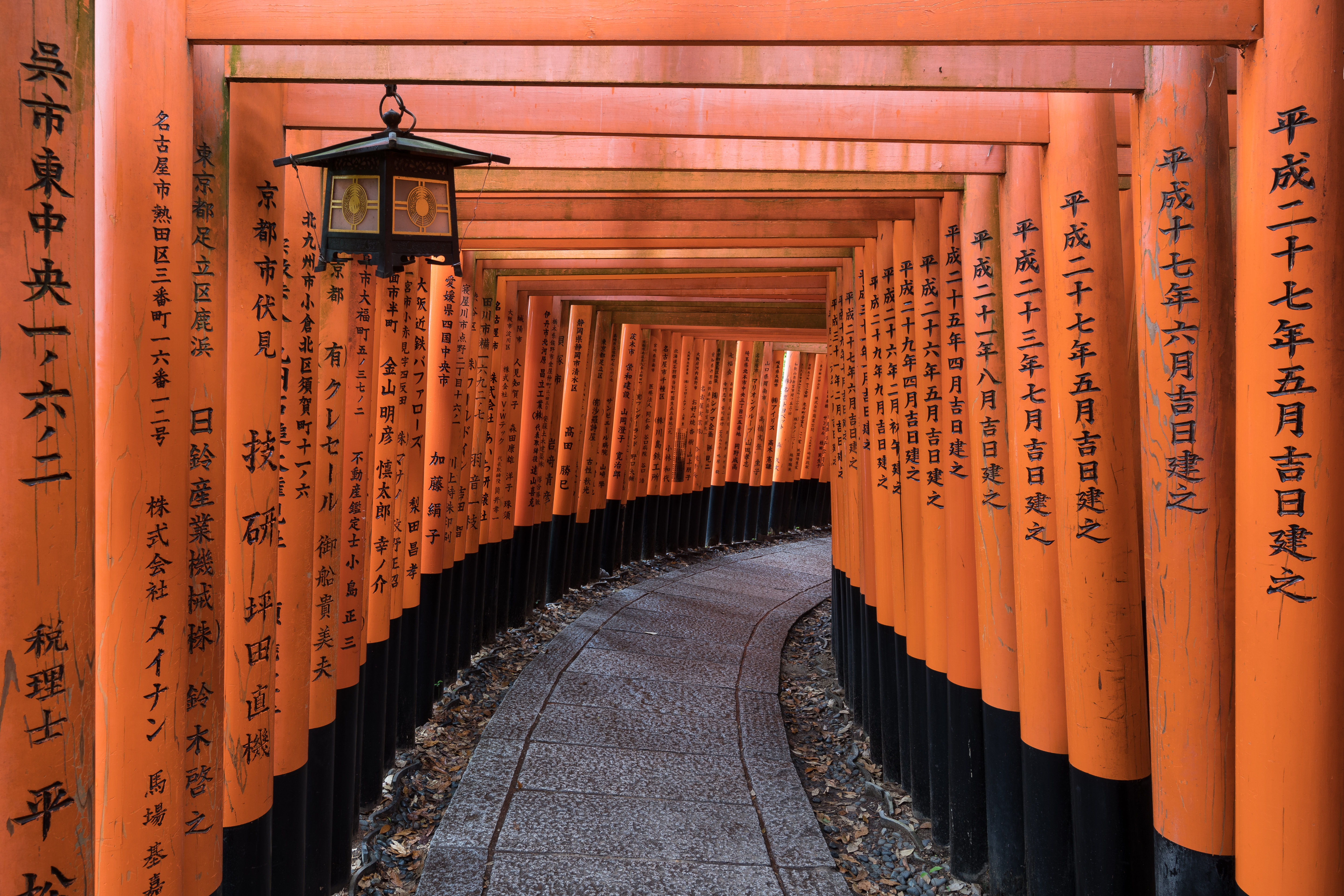
Torii-Bogengang beim Inari-Schrein in Fushimi

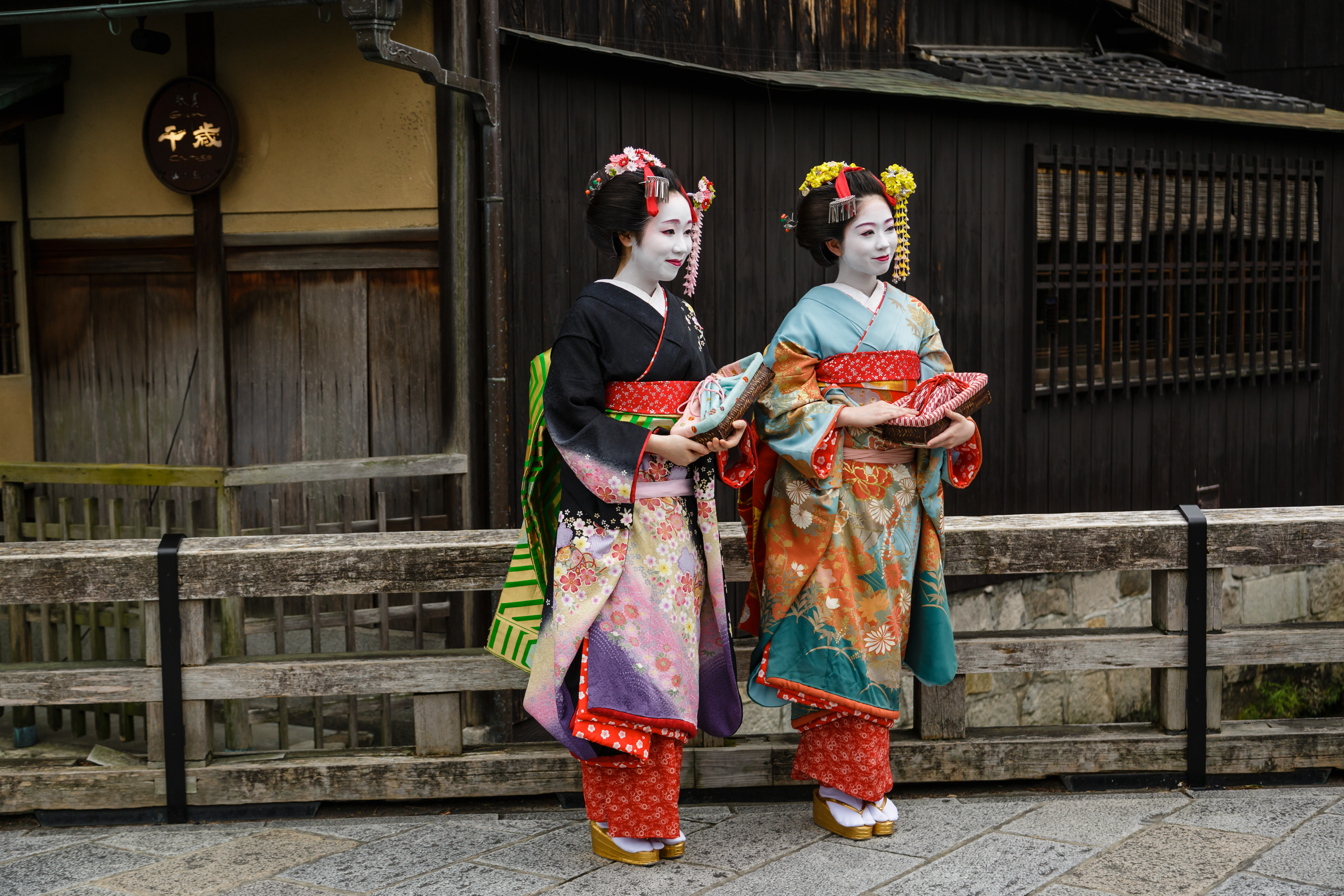
Maiko henshin in Kyoto

Kyōto hat den Stellenwert des kulturellen Zentrums von Japan.
Von den Bombardierungen des Zweiten Weltkriegs wurde Kyōto als eine von wenigen Städten bewusst verschont. Dadurch ist es mit seinen 1600 buddhistischen Tempeln, 400 Shintō-Schreinen, Palästen und Gärten eine der besterhaltenen Städte Japans. In der Neuzeit kam eine Reihe von Museen wie das Nationalmuseum Kyōto und das National Museum of Modern Art Kyōto dazu. Eine ganze Reihe der berühmtesten Bauwerke Japans befinden sich in Kyōto, und viele davon wurden 1994 von der UNESCO zum Welterbe erklärt. Dadurch ist Kyōto das beliebteste Touristenziel Japans.
Eine Auswahl der Sehenswürdigkeiten:
- der Kaiserpalast Kyōto Gosho (京都御所), bis 1868 Residenz des Tennō
- die kaiserliche Katsura-Villa (桂離宮 Katsura-rikyū), einer von Japans schönsten Architekturschätzen
- die kaiserliche Shugakuin-Villa (Shugakuin-rikyū, 修学院離宮) mit einem von Japans schönsten Gärten
- Gion (祇園), Zentrum der Geisha-Kultur
- Gion-Matsuri
- Pontochō (先斗町), ein altes Vergnügungsviertel
- der Arashiyama (嵐山) am malerischen Fluss Hozugawa
- der Philosophenweg (哲学の道 Tetsugaku no michi), eine Route im Osten der Stadt, die an zahlreichen Tempeln vorbeiführt
- Iwatayama Monkey Park, ein Zoo mit frei laufenden Japanmakaken

### Burgen und Burgruinen
- Burg Nijō, die Burg des Shōgun in Kyōto
- Burg Fushimi
- Burg Yodo
- Berg Funaoka-yama, der die Trümmer des gleichnamigen Schlosses und den Kenkun-Schrein beherbergt

### Tempel und Schreine
Tempel
- Kiyomizu-dera (清水寺), ein hölzerner Tempel auf Pfeilern an einem Berghang
- Rokuon-ji (鹿苑寺) bzw. Kinkaku-ji (金閣寺) nach seinem Wahrzeichen – dem Goldenen Pavillon
- Jishō-ji (慈照寺), bzw. Ginkaku-ji (銀閣寺) nach seinem Wahrzeichen – dem Silbernen Pavillon
- Ryōan-ji (竜安寺), berühmt durch seinen Zen-Garten
- der Shunkō-in (春光院)
- Hongan-ji (本願寺)
  - Higashi Hongan-ji (東本願寺)
  - Nishi Hongan-ji (西本願寺)
- Nanzen-ji (南禅寺)
- Tō-ji (東寺)
- Chion-in (知恩院)
- Chion-ji (知恩寺)
- Hōkai-ji (法海寺)
- Daigo-ji (醍醐寺)
- Daitoku-ji (大徳寺)
- Ninna-ji (仁和寺)
- Saihō-ji (西苔寺, volkstümlich Kokedera, Moos-Tempel)
- Tenryū-ji (天龍寺)
- Kōzan-ji (高山寺)
- Tōfuku-ji (東福寺)
- Kōryū-ji (広隆寺)
- Daikaku-ji (大覚寺)
- Kurama-dera (鞍馬寺)
- Sanzen-in (三千院)
- Sanjūsangen-dō (三十三間堂)
- Shisendō (詩仙堂), Wohnsitz des Dichters Ishikawa Jōzan (1583–1672)
- Myōhō-in (妙法院)
- ausgedehnte Tempel- und Schreinanlage im Maruyama-Park
- Hōkō-ji (方広寺) mit dem Mimizuka
- Rokuharamitsu-ji
- Bukkō-ji
- der Shosei-en (Kikoku-tei, „versteckter Orangenhain“), Garten

Schreine
- der Heian-jingū (平安神宮), ein neuzeitlicher Shintō-Schrein zu Ehren der kaiserlichen Familie
- Kamo-Schreine (賀茂神社)
- Yasaka-Schrein (八坂神社)
- Hirano-Schrein (平野神社)
- Kitano Tenman-gū (北野天満宮)
- Fushimi Inari-Taisha (伏見稲荷大社)
- Imamiya-Schrein (今宮神社)
- Seimei Shrine (晴明神社)

Die wichtigsten Sehenswürdigkeiten Kyōtos verteilen sich auf drei Gebiete, den Osten, den Norden und den Westen der Stadt, denn die meisten Tempel sind auf den umliegenden Berghängen oder etwas abgelegen (im Norden) erbaut.

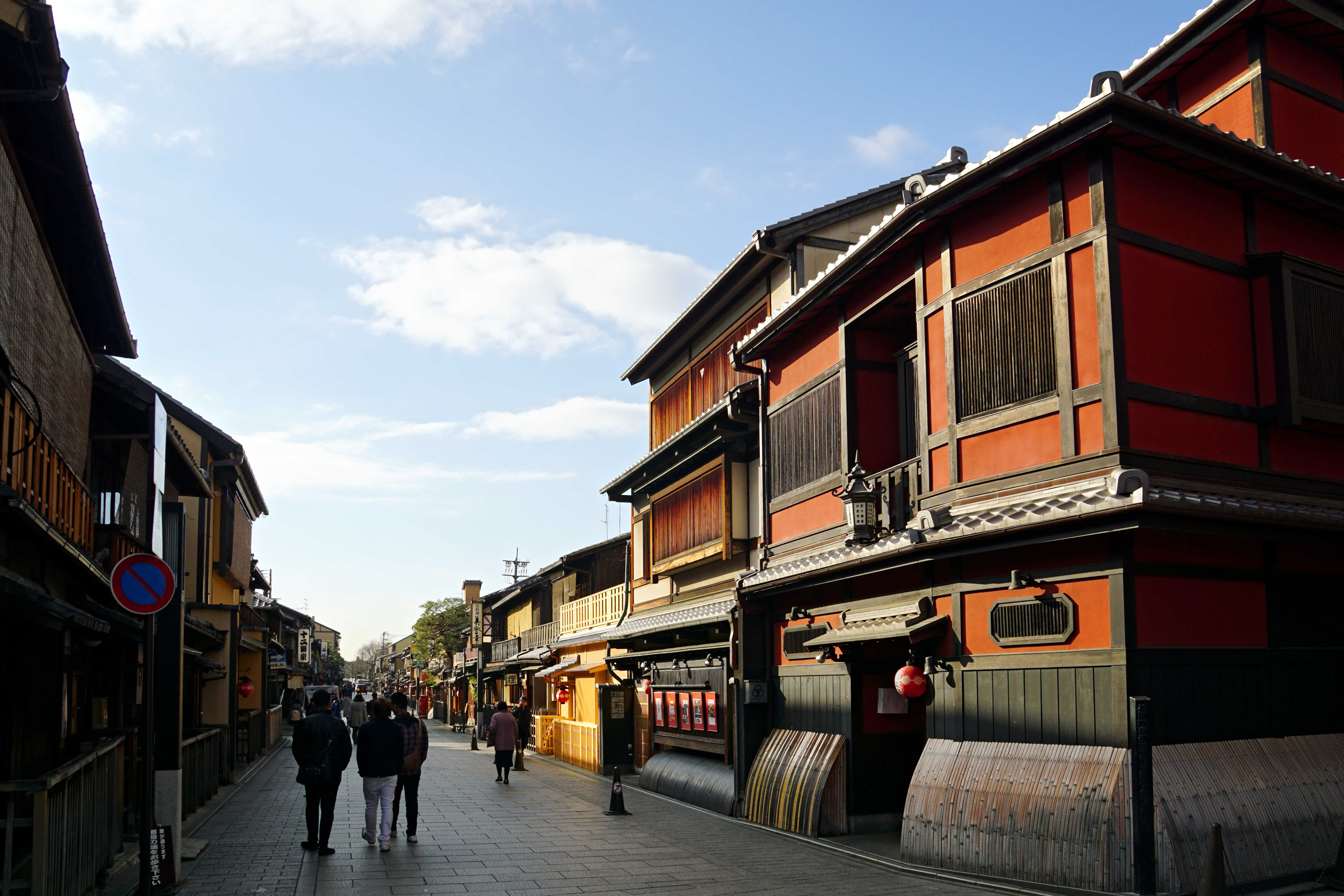
Gion
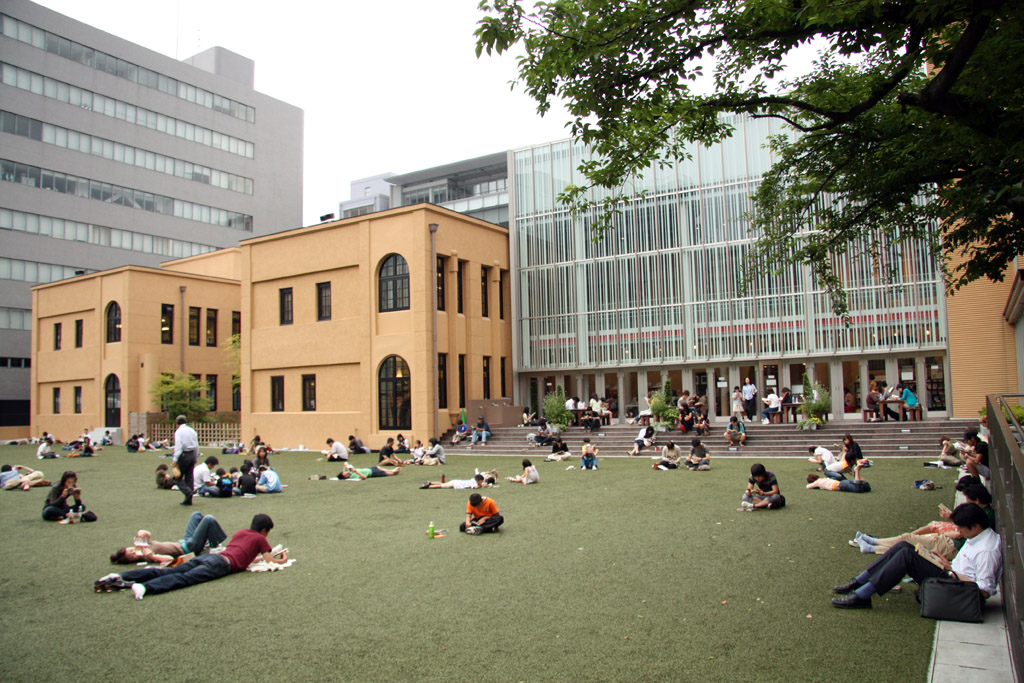
Kyoto Manga Museum
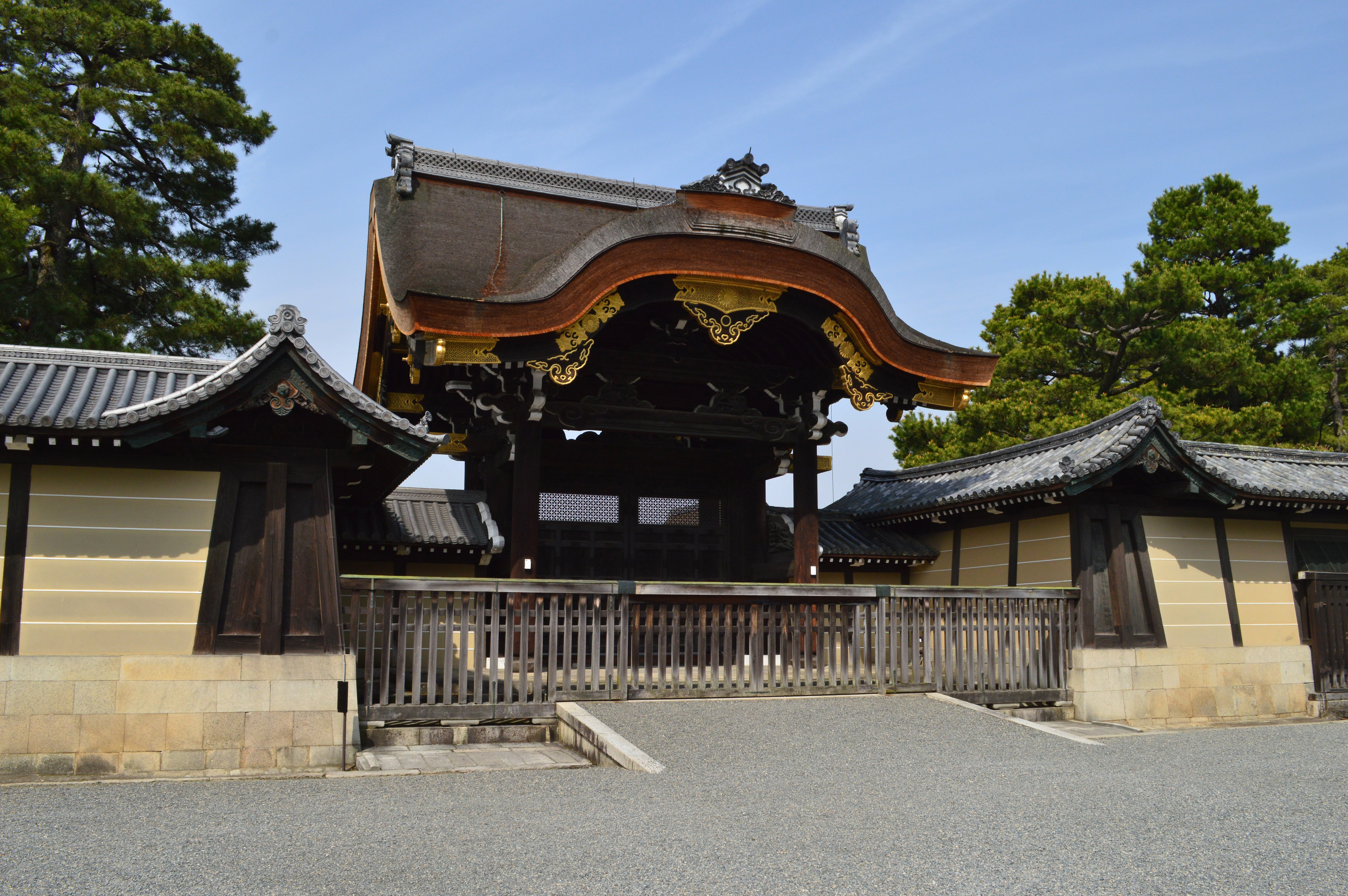
Kaiserpalast Kyōto
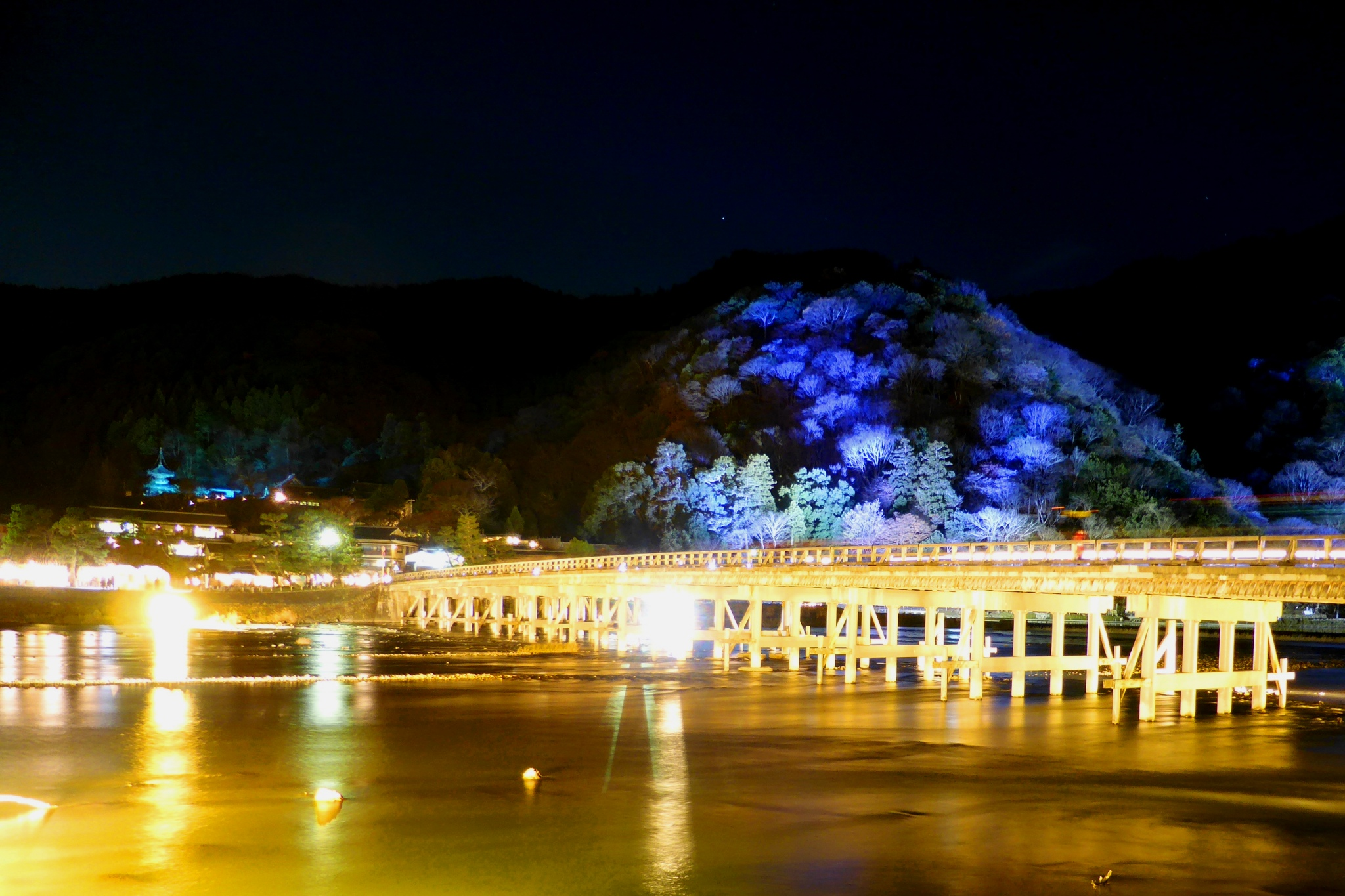
Togetsu-Brücke
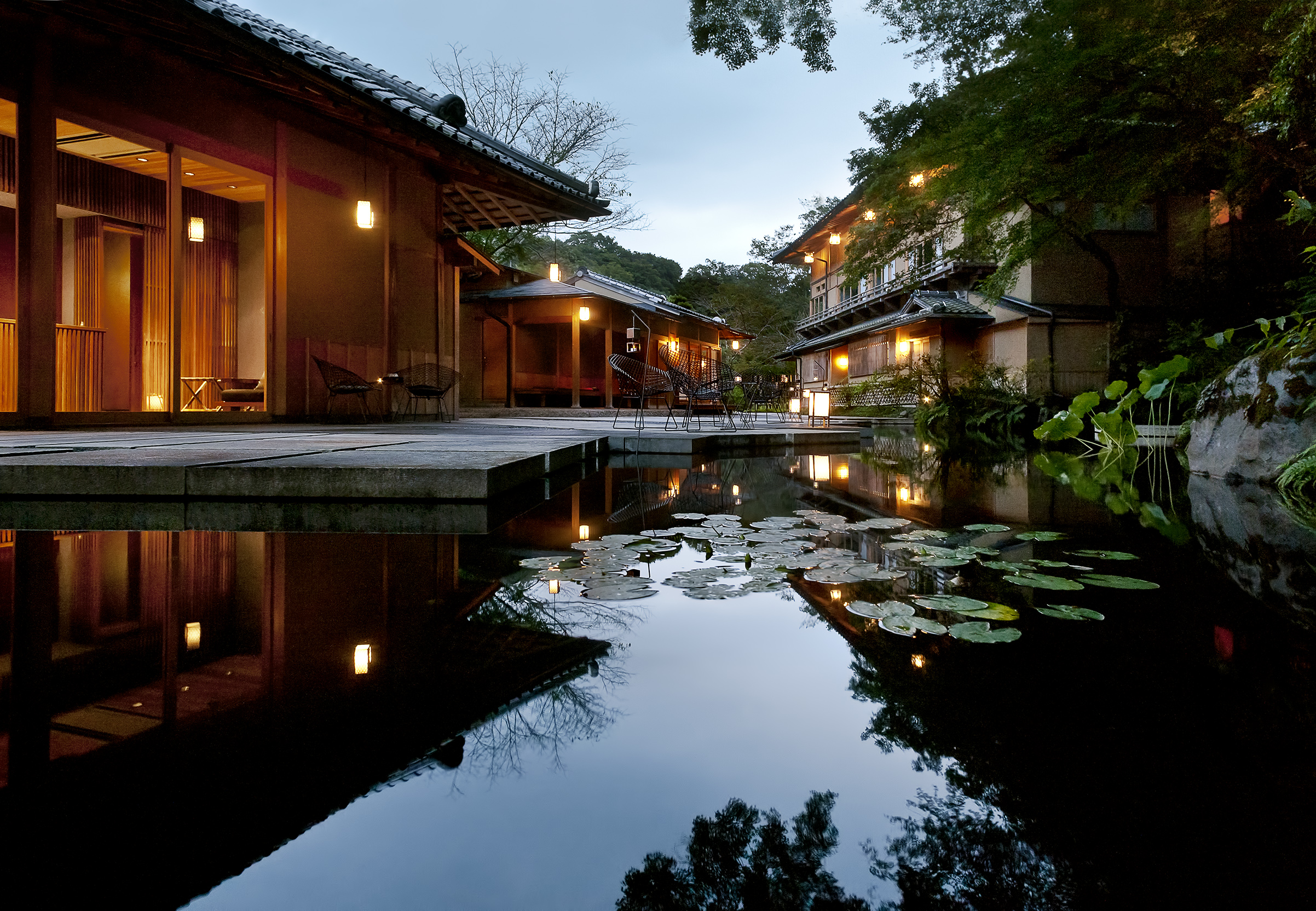
Arashiyama Onsen
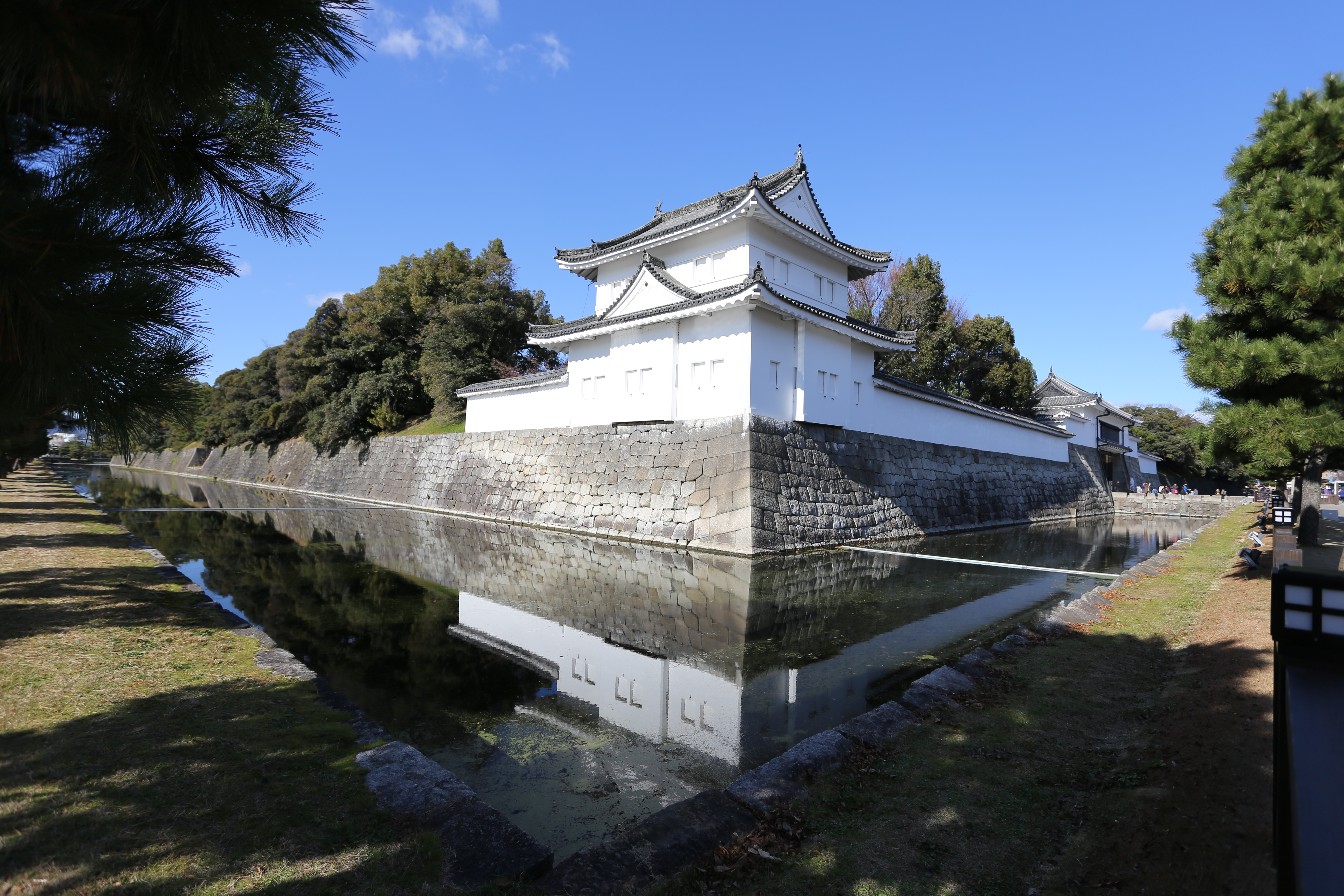
Burg Nijō
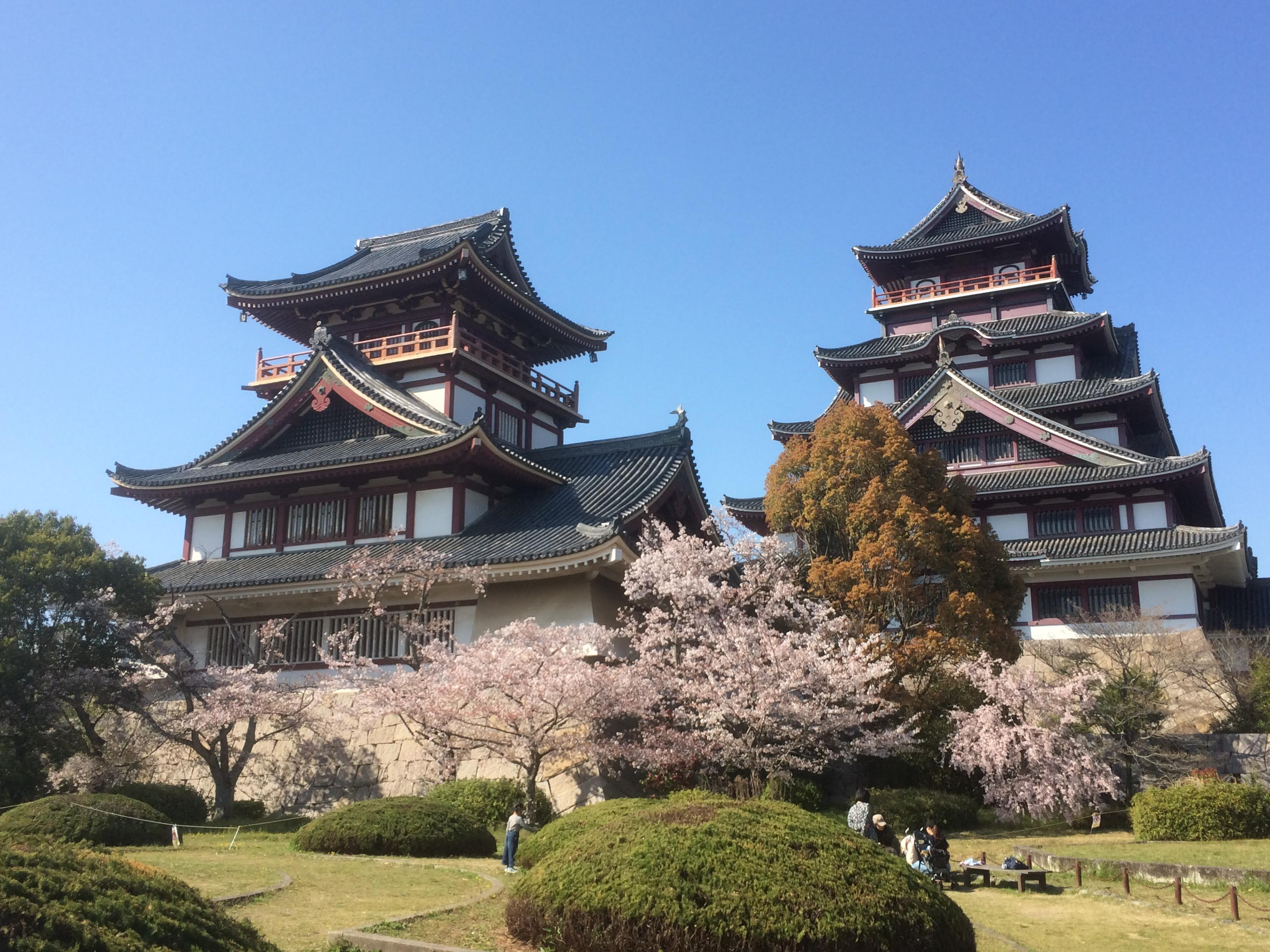
Burg Fushimi
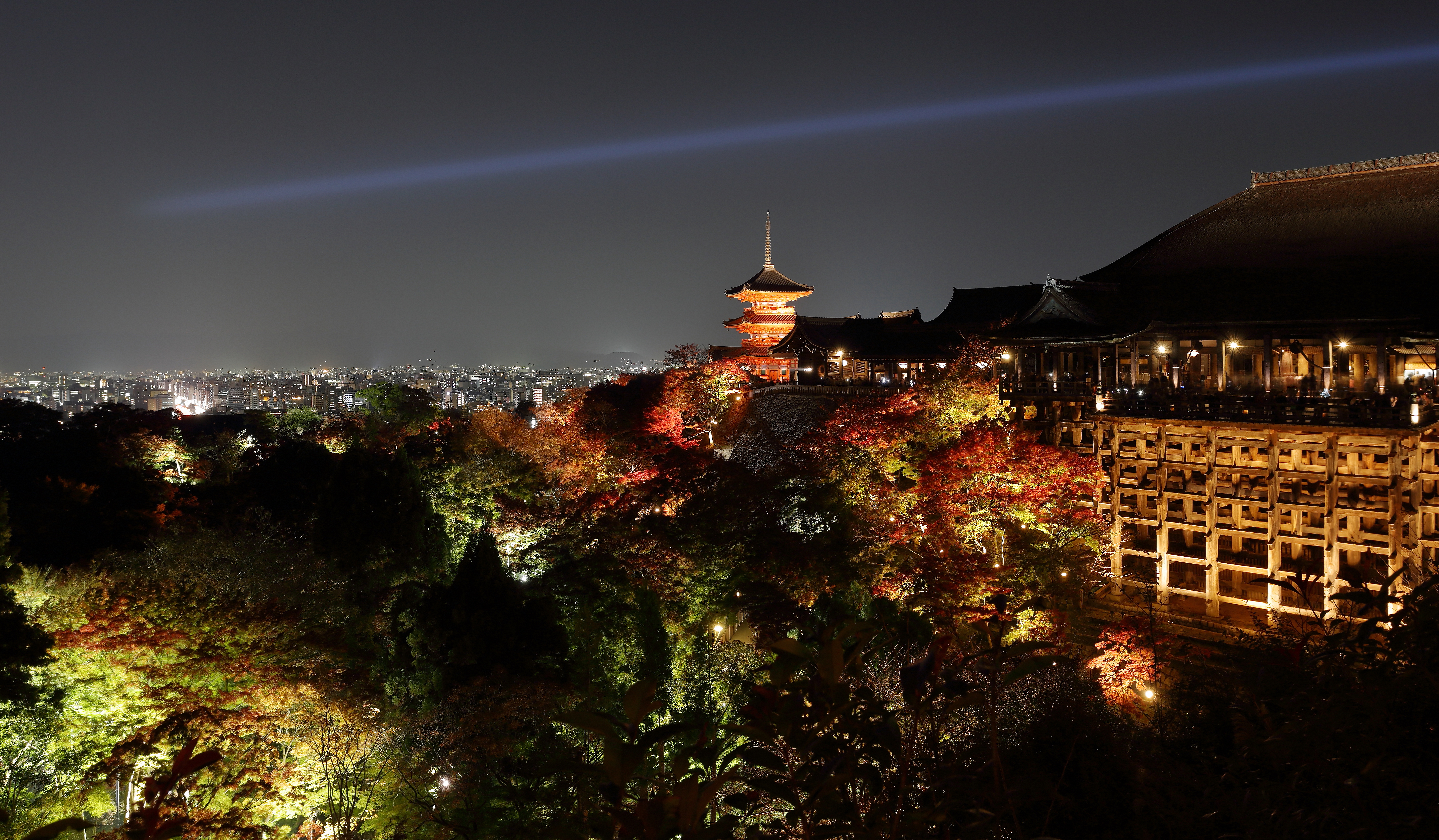
Kiyomizu-dera
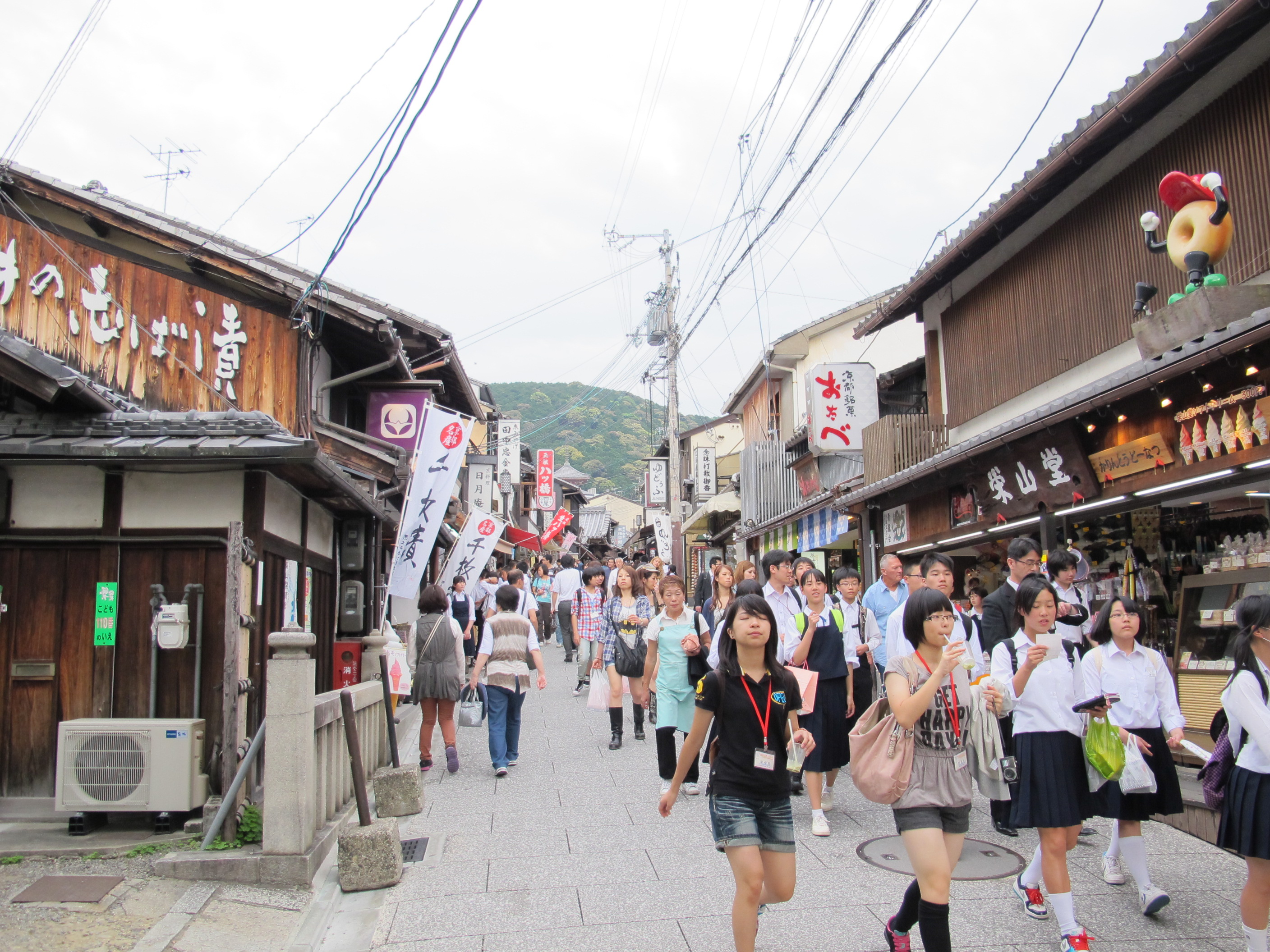
Kiyomizuzaka
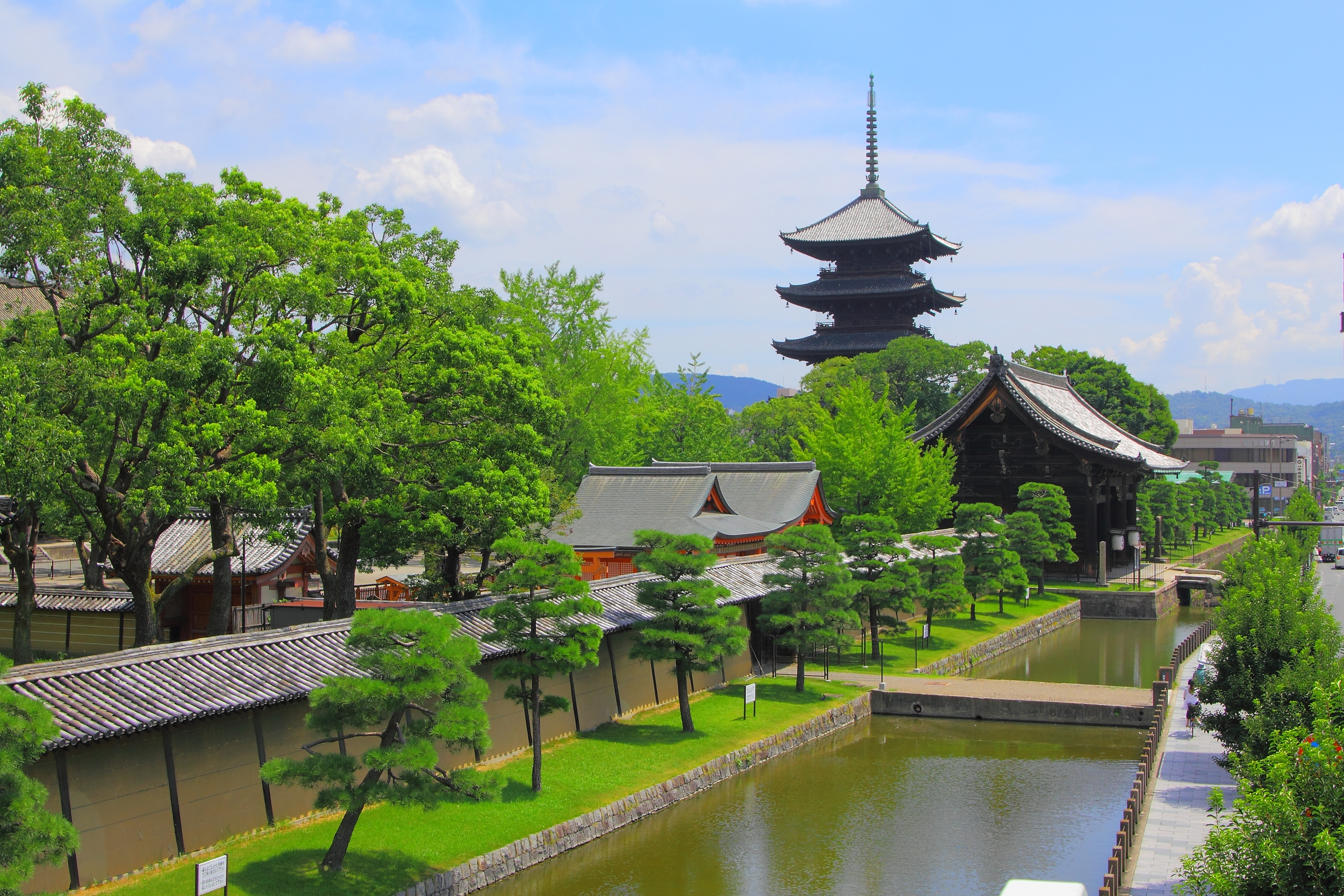
Tō-ji
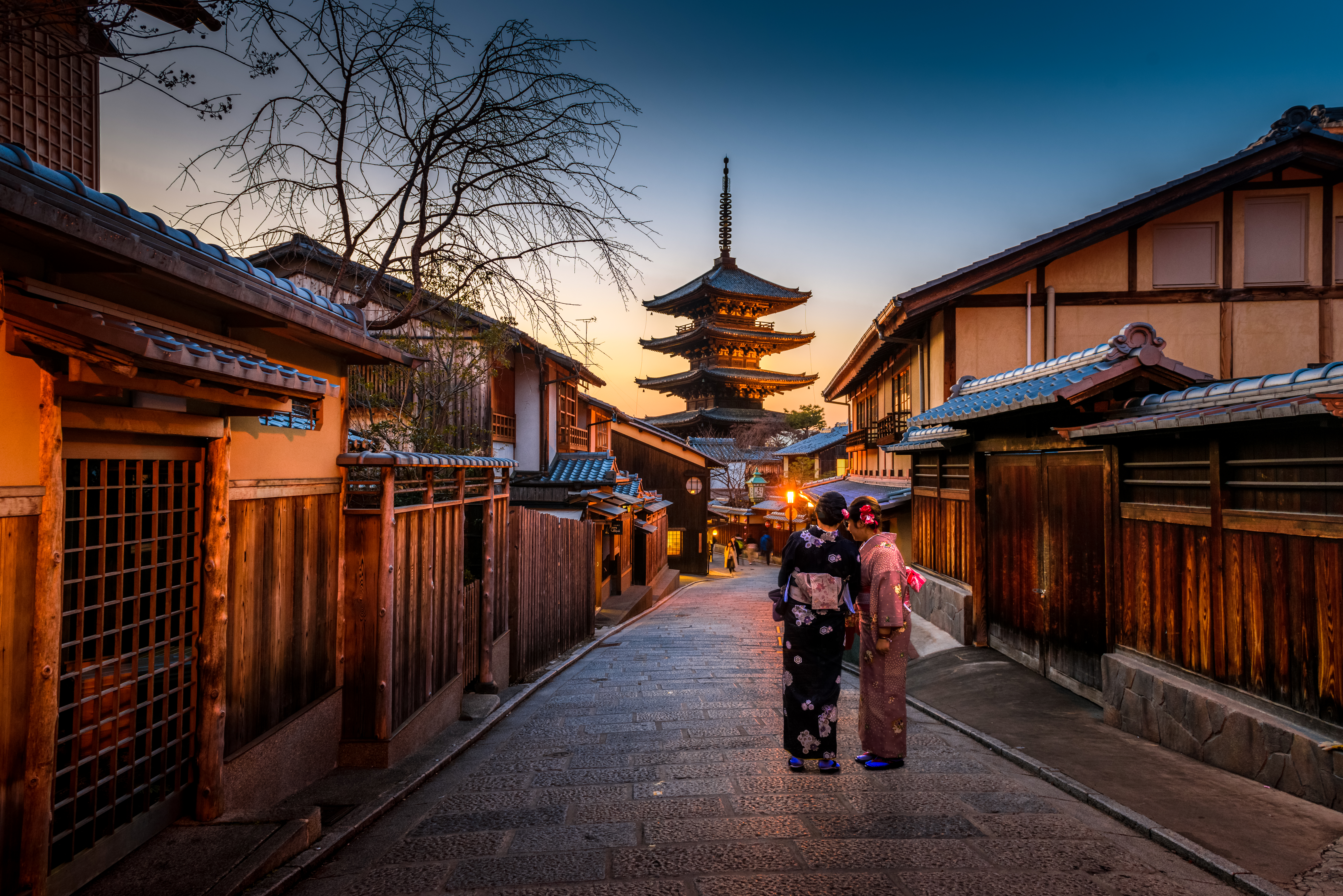
Yasaka-no-to Pagoda
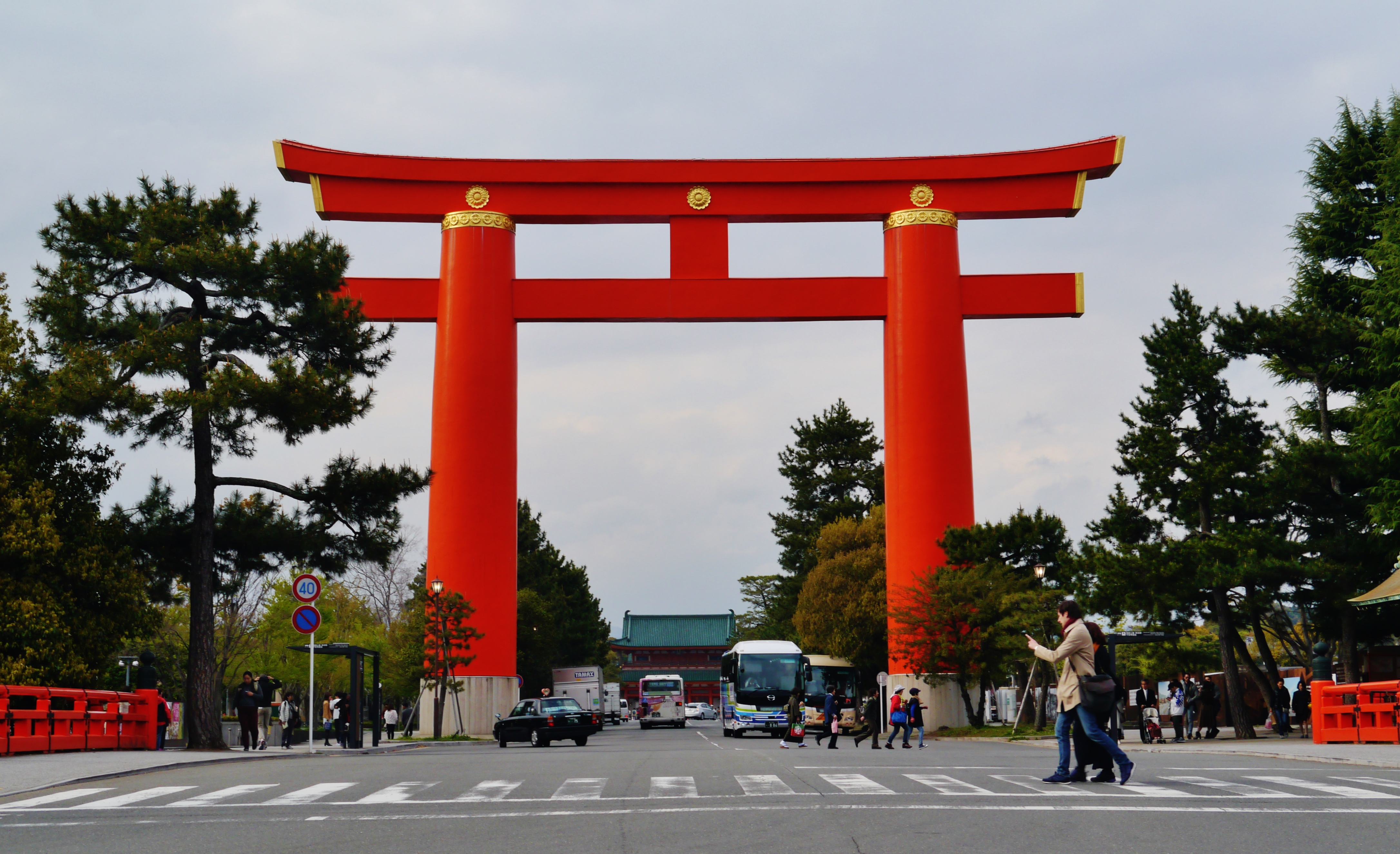
Heian-jingū
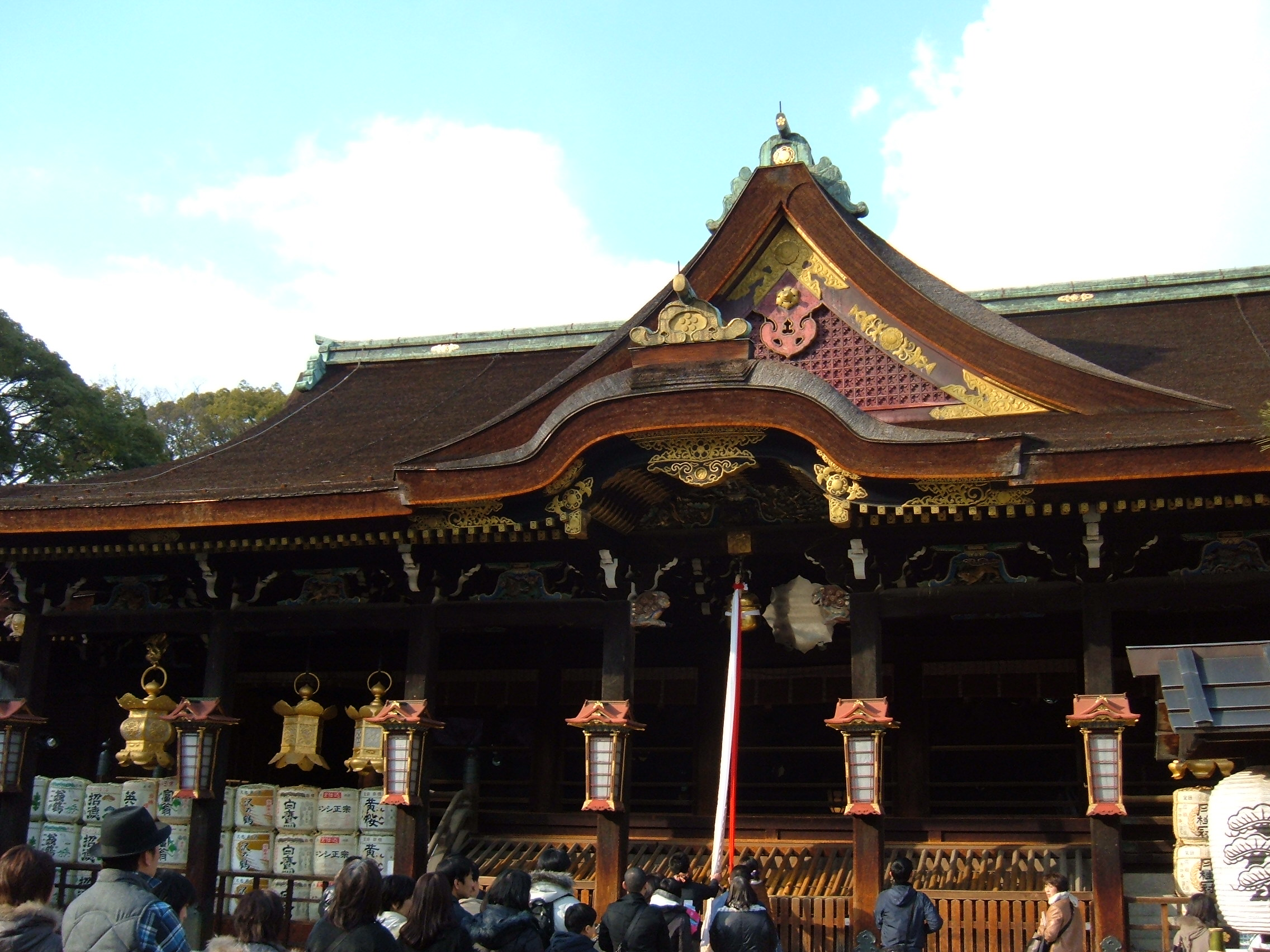
Kitano Tenman-gū
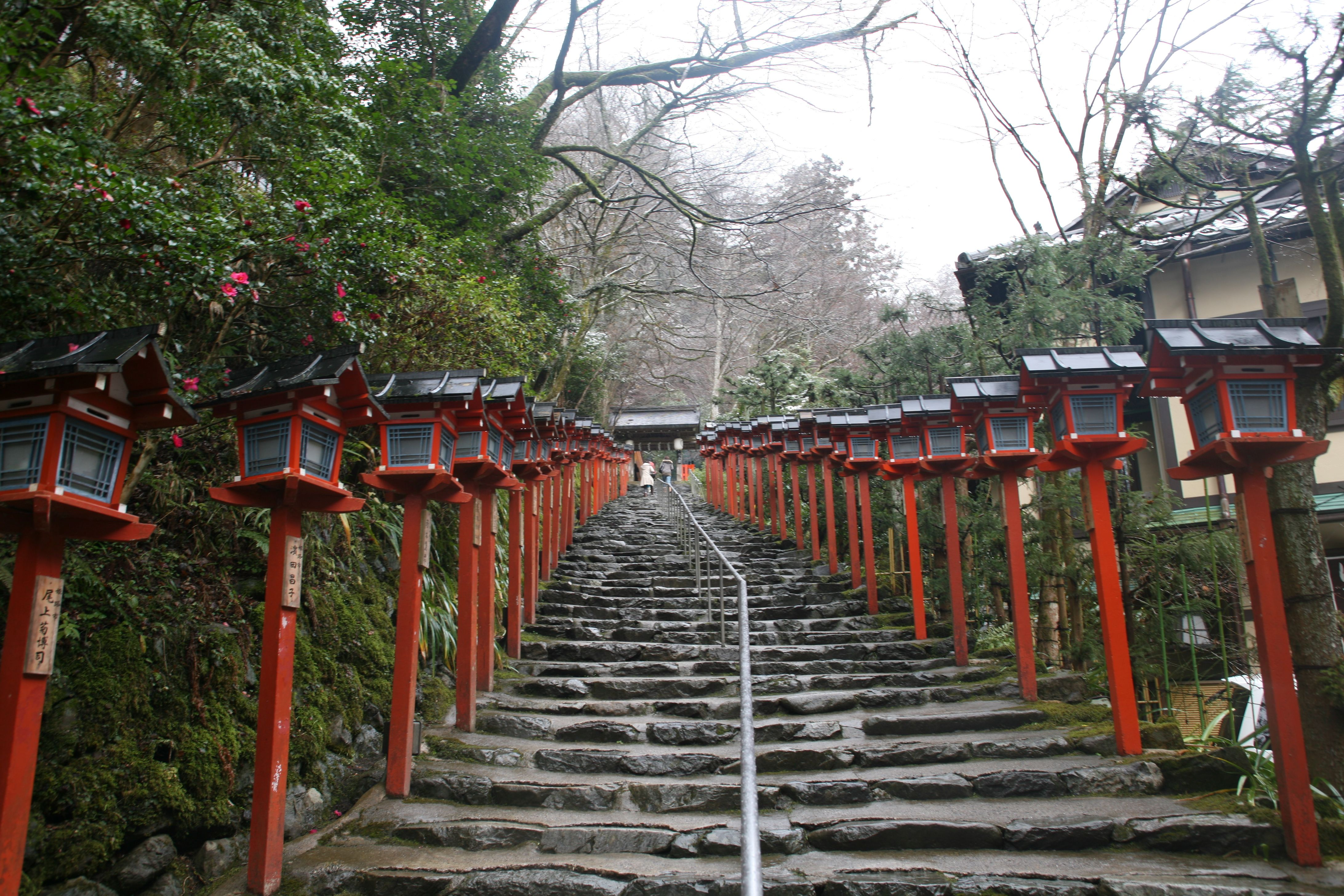
Kibune-Schrein
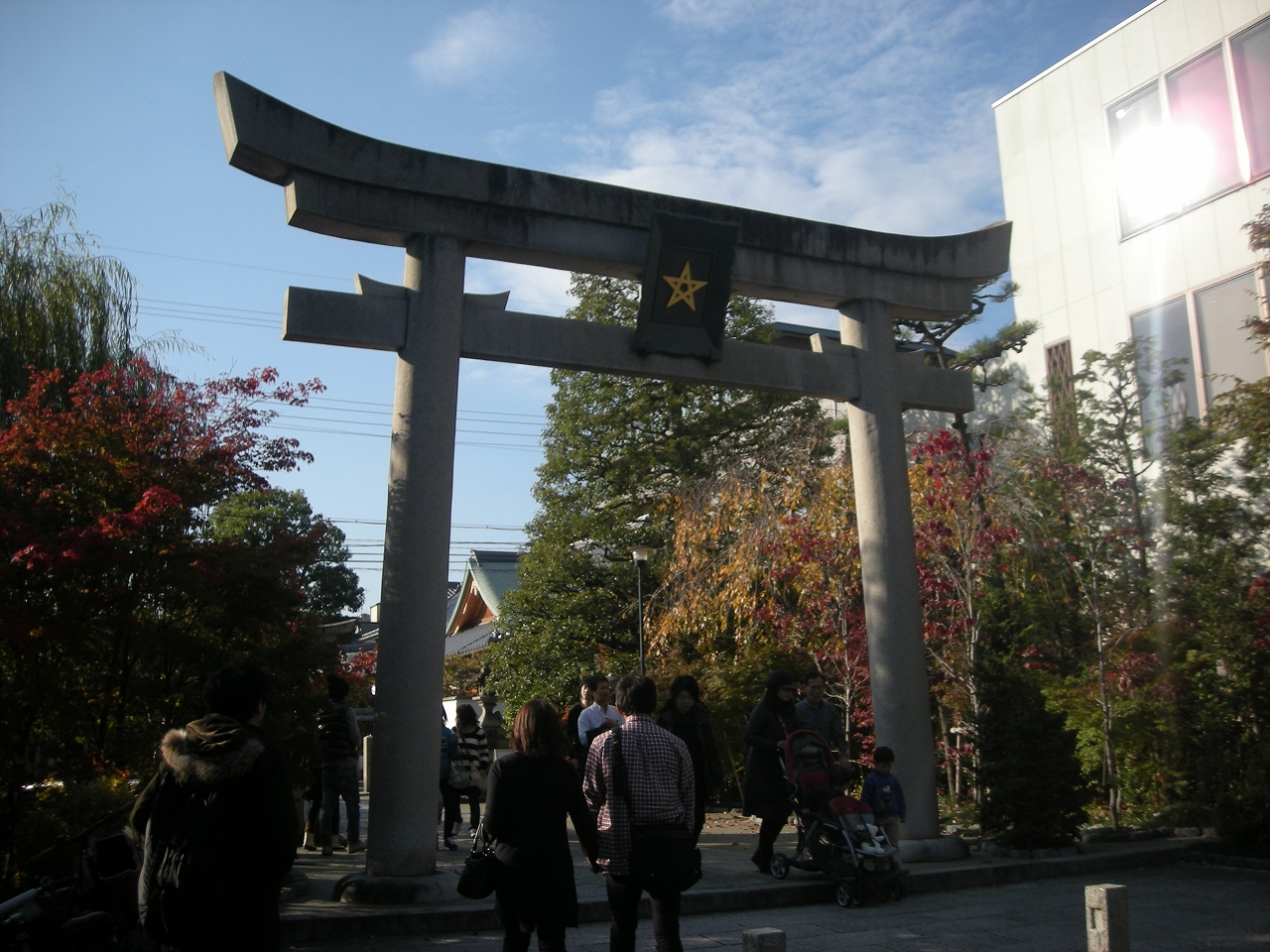
Seimei-Schrein
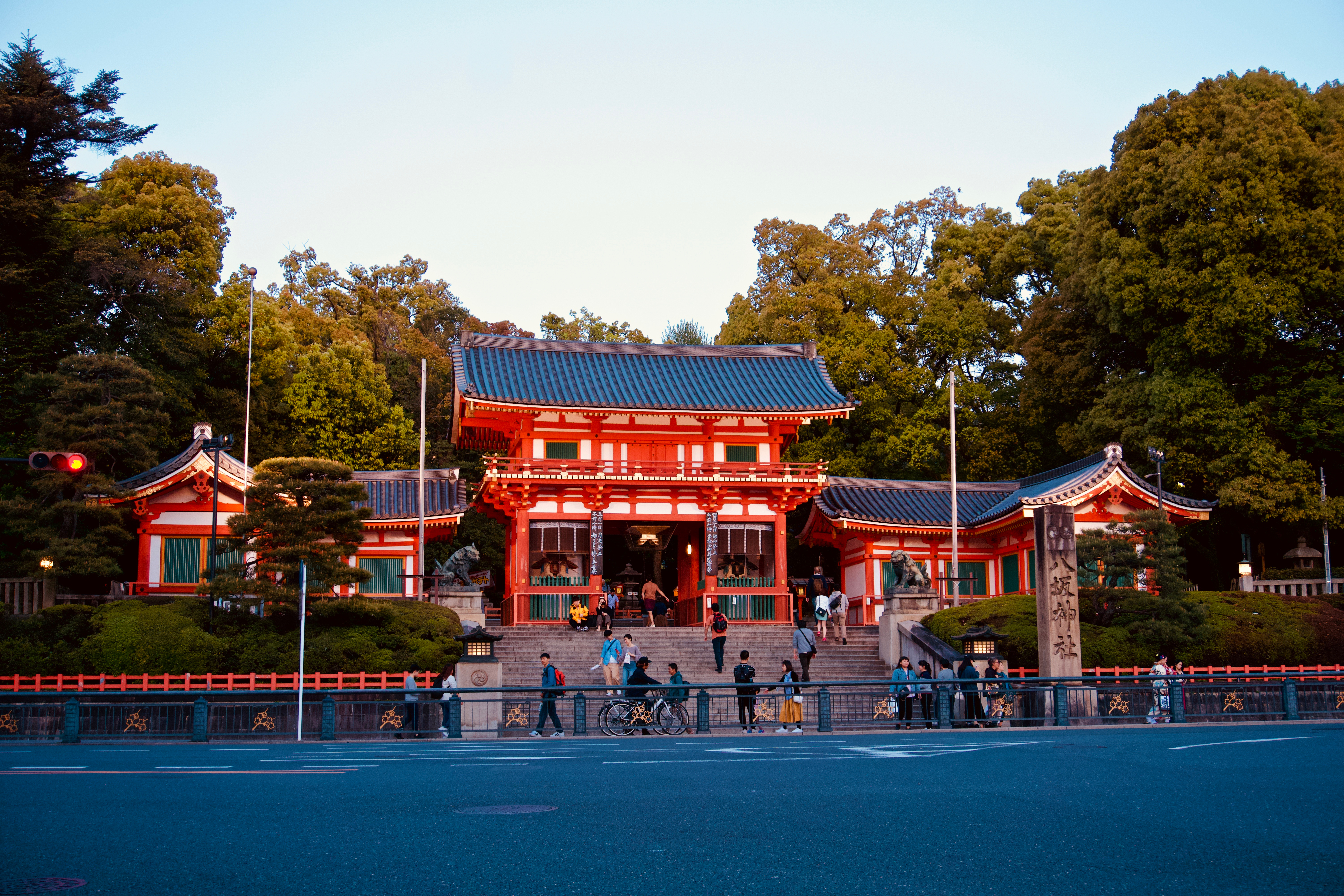
Yasaka-Schrein
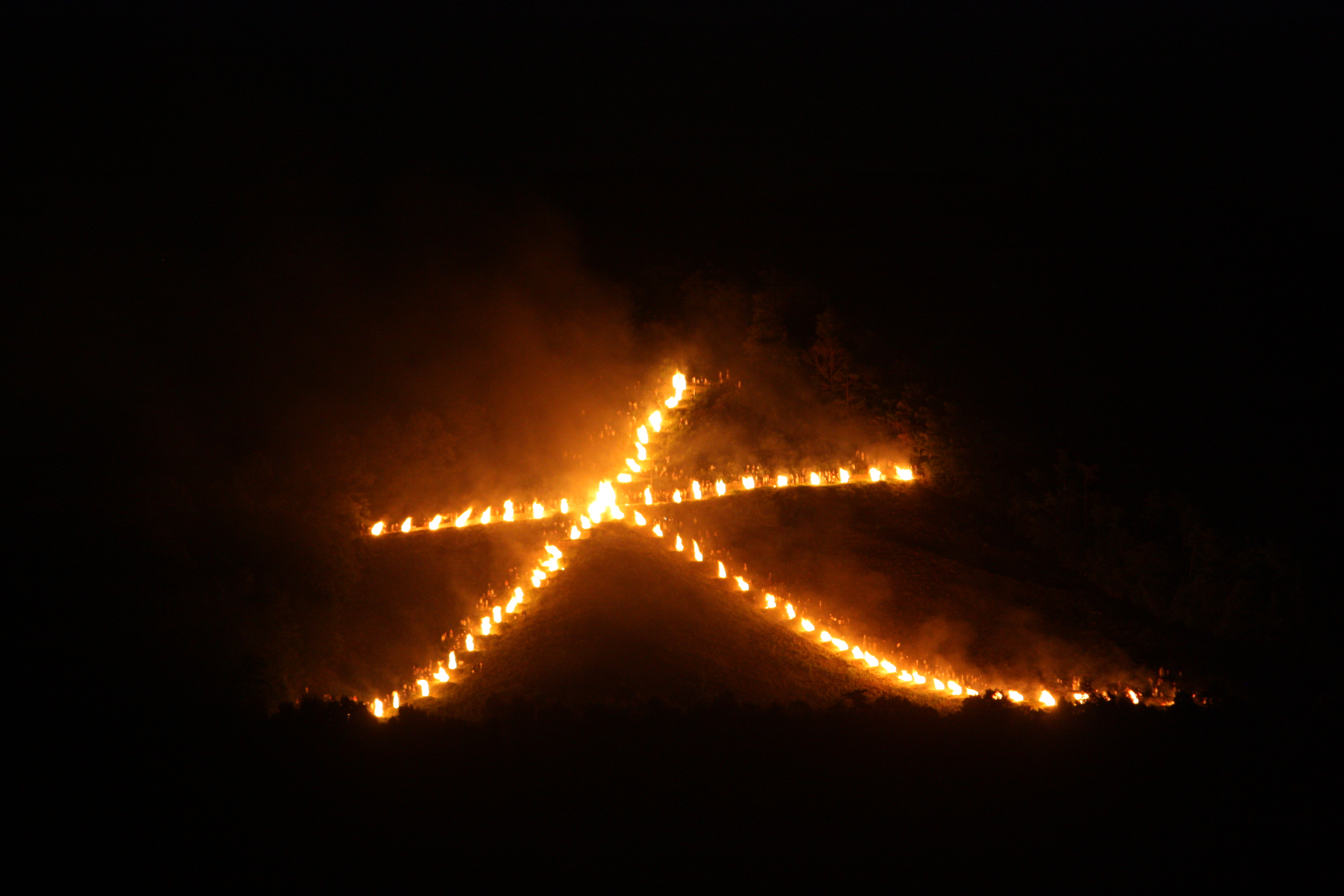
Gozan no Okuribi

## Kultur

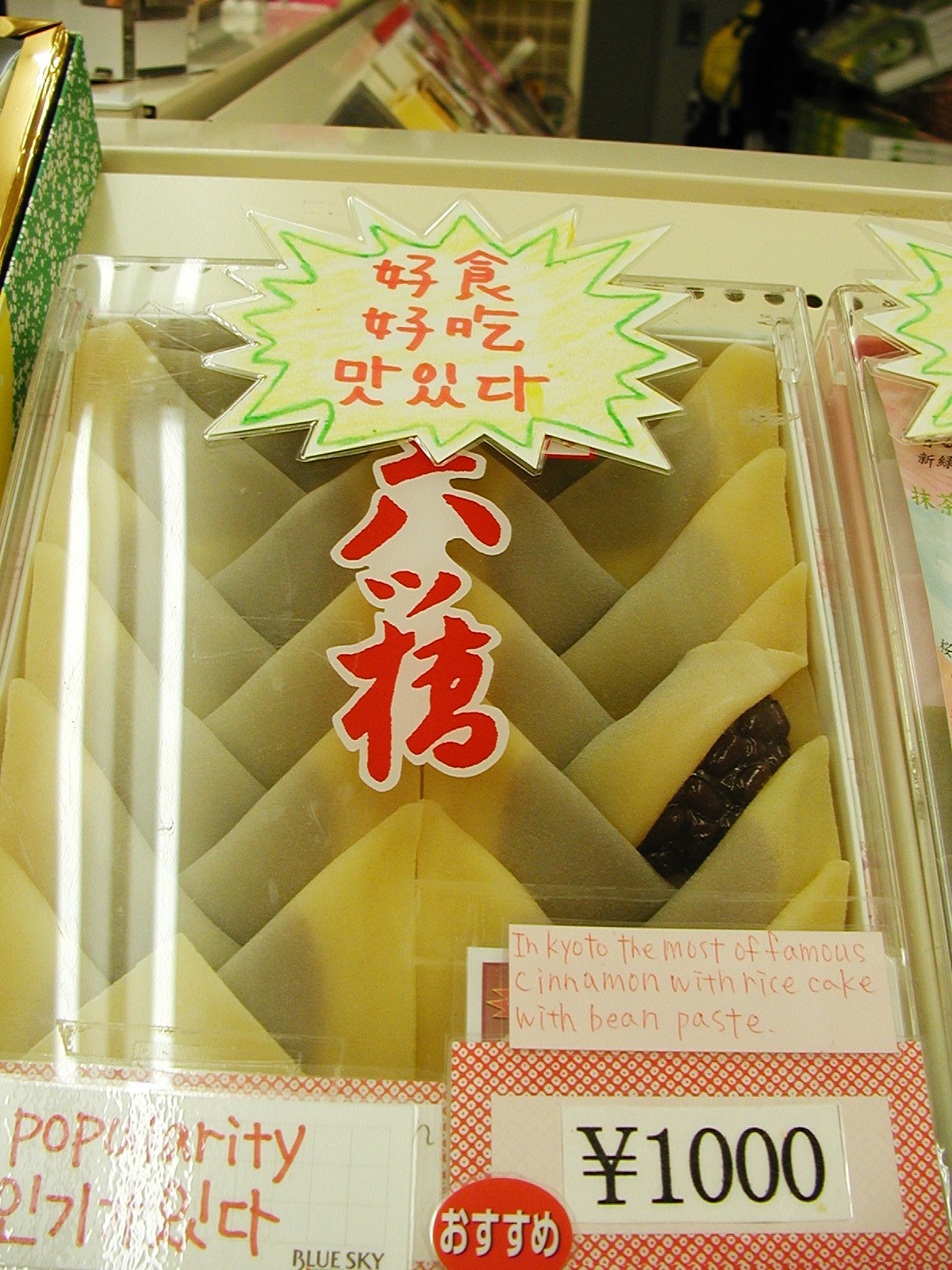
Yatsuhashi, eine Süßigkeit aus Kyōto

Kyōto ist ebenfalls für seine Küche bekannt, die typischerweise vor allem pflanzliche Zutaten verwendet und bei aller Einfachheit besonders stilvoll angerichtet wird (beispielsweise Yudōfu, ein Tofu-Gericht). Auch gehören verschiedene Arten von eingelegtem Gemüse (Tsukemono) dazu: Die Gemüsesorten der Umgebung Kyōtos sind meist etwas kleiner und teils geschmacksintensiver als im übrigen Japan.
Kyōto ist das Zentrum der Tee-Zeremonie und des Ikebana und die Geburtsstätte der klassischen japanischen Theaterkünste (Nō-Theater, Kyōgen und Kabuki).
Eine weitere Besonderheit ist der Kyoto-Dialekt, eine gehobenere, vornehme Variante des Kansai-Dialekts, in der sich die alte Hofkultur der ehemaligen Hauptstadt widerspiegelt. Der Kyōto-Dialekt kennt eigene Abstufungen des Keigo, der japanischen Höflichkeitssprache, die im modernen Hochjapanisch fehlen.
Seit 2011 hat die Stadt eine deutsche Kultureinrichtung, die Villa Kamogawa, in der deutsche Stipendiaten für drei Monate leben und arbeiten können.
Die Opernfestspiele finden seit 2013 statt.

### Souvenirs
Ein beliebtes Mitbringsel (Miyage) aus Kyōto ist Yatsuhashi, eine japanische Süßigkeit, die aus Reis und Zimt hergestellt wird.

### Sport
Kyōto ist die Heimat des Fußballvereins Kyōto Sanga aus der J1 League, dessen Spiele im Sanga Stadium by Kyocera ausgetragen werden.

### Musik
Seit 1976 pflegt die Band der Hanazono Junior & Senior High School sowie deren Ehemaligen-Orchester "Espoir Wind Orchestra" eine Freundschaft mit der Musikkapelle St. Vitus aus Burglengenfeld. Die Orchester lernten sich beim International Music Festival in Harrogate kennen und besuchen sich seitdem immer wieder auf Konzertreisen. Durch die gemeinsame Leidenschaft für bayerisch-böhmische Blasmusik bildete sich die Gruppe "Bayern Brass" aus Mitgliedern des Espoir Wind Orchestra.